# Блэкберн, Джозеф Генри
Джозеф Генри Блэкберн (англ. Joseph Henry Blackburne, 10 декабря 1841, Манчестер — 1 сентября 1924, Лондон) — английский шахматист, один из сильнейших в мире во 2-й половине XIX века.

## Биография
Блэкберн получил коммерческое образование и занимался предпринимательством. Он был отличным игроком в шашки.
Относительно поздно, в возрасте 18 лет, Блэкберн увлёкся шахматами. Толчком к этому послужило участие в шахматном сеансе одновременной игры против Пола Морфи, который в это время гастролировал в Европе. После этого, Блэкберн серьёзно занялся шахматами и быстро достиг успехов. Уже через месяц Блэкберн давал сеанс одновременной игры вслепую на десяти досках. Блэкберн становится профессиональным шахматистом.
В сезоне 1868/69 Блэкберн выиграл второй чемпионат Великобритании и был признан лучшим шахматистом Англии и оставался им в течение 30 лет. Ещё один раз, Блэкберн выиграл чемпионат Великобритании в 1914 году в возрасте 72-х лет.
Его называли — «Чёрная смерть» (black death), так как он носил поношенный чёрный костюм и старый чёрный цилиндр (по другой версии, за его чёрную бороду), а также за то, что в шахматах придерживался комбинационного, остро-атакующего стиля игры, в духе романтических шахмат старых мастеров и выигрывал очень много партий чёрными фигурами. Это прозвище появилось после турнира в Вене в 1873 году.
|   | a | b | c | d | e | f | g | h |   |
| - | --- | --- | --- | --- | --- | --- | --- | --- | - |
| 8 | a8 чёрная ладья · c8 чёрный слон · d8 чёрный ферзь · e8 чёрный король · f8 чёрный слон · g8 чёрный конь · h8 чёрная ладья · a7 чёрная пешка · b7 чёрная пешка · c7 чёрная пешка · d7 чёрная пешка · f7 чёрная пешка · g7 чёрная пешка · h7 чёрная пешка · e5 чёрная пешка · c4 белый слон · d4 чёрный конь · e4 белая пешка · f3 белый конь · a2 белая пешка · b2 белая пешка · c2 белая пешка · d2 белая пешка · f2 белая пешка · g2 белая пешка · h2 белая пешка · a1 белая ладья · b1 белый конь · c1 белый слон · d1 белый ферзь · e1 белый король · h1 белая ладья | a8 чёрная ладья · c8 чёрный слон · d8 чёрный ферзь · e8 чёрный король · f8 чёрный слон · g8 чёрный конь · h8 чёрная ладья · a7 чёрная пешка · b7 чёрная пешка · c7 чёрная пешка · d7 чёрная пешка · f7 чёрная пешка · g7 чёрная пешка · h7 чёрная пешка · e5 чёрная пешка · c4 белый слон · d4 чёрный конь · e4 белая пешка · f3 белый конь · a2 белая пешка · b2 белая пешка · c2 белая пешка · d2 белая пешка · f2 белая пешка · g2 белая пешка · h2 белая пешка · a1 белая ладья · b1 белый конь · c1 белый слон · d1 белый ферзь · e1 белый король · h1 белая ладья | a8 чёрная ладья · c8 чёрный слон · d8 чёрный ферзь · e8 чёрный король · f8 чёрный слон · g8 чёрный конь · h8 чёрная ладья · a7 чёрная пешка · b7 чёрная пешка · c7 чёрная пешка · d7 чёрная пешка · f7 чёрная пешка · g7 чёрная пешка · h7 чёрная пешка · e5 чёрная пешка · c4 белый слон · d4 чёрный конь · e4 белая пешка · f3 белый конь · a2 белая пешка · b2 белая пешка · c2 белая пешка · d2 белая пешка · f2 белая пешка · g2 белая пешка · h2 белая пешка · a1 белая ладья · b1 белый конь · c1 белый слон · d1 белый ферзь · e1 белый король · h1 белая ладья | a8 чёрная ладья · c8 чёрный слон · d8 чёрный ферзь · e8 чёрный король · f8 чёрный слон · g8 чёрный конь · h8 чёрная ладья · a7 чёрная пешка · b7 чёрная пешка · c7 чёрная пешка · d7 чёрная пешка · f7 чёрная пешка · g7 чёрная пешка · h7 чёрная пешка · e5 чёрная пешка · c4 белый слон · d4 чёрный конь · e4 белая пешка · f3 белый конь · a2 белая пешка · b2 белая пешка · c2 белая пешка · d2 белая пешка · f2 белая пешка · g2 белая пешка · h2 белая пешка · a1 белая ладья · b1 белый конь · c1 белый слон · d1 белый ферзь · e1 белый король · h1 белая ладья | a8 чёрная ладья · c8 чёрный слон · d8 чёрный ферзь · e8 чёрный король · f8 чёрный слон · g8 чёрный конь · h8 чёрная ладья · a7 чёрная пешка · b7 чёрная пешка · c7 чёрная пешка · d7 чёрная пешка · f7 чёрная пешка · g7 чёрная пешка · h7 чёрная пешка · e5 чёрная пешка · c4 белый слон · d4 чёрный конь · e4 белая пешка · f3 белый конь · a2 белая пешка · b2 белая пешка · c2 белая пешка · d2 белая пешка · f2 белая пешка · g2 белая пешка · h2 белая пешка · a1 белая ладья · b1 белый конь · c1 белый слон · d1 белый ферзь · e1 белый король · h1 белая ладья | a8 чёрная ладья · c8 чёрный слон · d8 чёрный ферзь · e8 чёрный король · f8 чёрный слон · g8 чёрный конь · h8 чёрная ладья · a7 чёрная пешка · b7 чёрная пешка · c7 чёрная пешка · d7 чёрная пешка · f7 чёрная пешка · g7 чёрная пешка · h7 чёрная пешка · e5 чёрная пешка · c4 белый слон · d4 чёрный конь · e4 белая пешка · f3 белый конь · a2 белая пешка · b2 белая пешка · c2 белая пешка · d2 белая пешка · f2 белая пешка · g2 белая пешка · h2 белая пешка · a1 белая ладья · b1 белый конь · c1 белый слон · d1 белый ферзь · e1 белый король · h1 белая ладья | a8 чёрная ладья · c8 чёрный слон · d8 чёрный ферзь · e8 чёрный король · f8 чёрный слон · g8 чёрный конь · h8 чёрная ладья · a7 чёрная пешка · b7 чёрная пешка · c7 чёрная пешка · d7 чёрная пешка · f7 чёрная пешка · g7 чёрная пешка · h7 чёрная пешка · e5 чёрная пешка · c4 белый слон · d4 чёрный конь · e4 белая пешка · f3 белый конь · a2 белая пешка · b2 белая пешка · c2 белая пешка · d2 белая пешка · f2 белая пешка · g2 белая пешка · h2 белая пешка · a1 белая ладья · b1 белый конь · c1 белый слон · d1 белый ферзь · e1 белый король · h1 белая ладья | a8 чёрная ладья · c8 чёрный слон · d8 чёрный ферзь · e8 чёрный король · f8 чёрный слон · g8 чёрный конь · h8 чёрная ладья · a7 чёрная пешка · b7 чёрная пешка · c7 чёрная пешка · d7 чёрная пешка · f7 чёрная пешка · g7 чёрная пешка · h7 чёрная пешка · e5 чёрная пешка · c4 белый слон · d4 чёрный конь · e4 белая пешка · f3 белый конь · a2 белая пешка · b2 белая пешка · c2 белая пешка · d2 белая пешка · f2 белая пешка · g2 белая пешка · h2 белая пешка · a1 белая ладья · b1 белый конь · c1 белый слон · d1 белый ферзь · e1 белый король · h1 белая ладья | 8 |
| 7 | a8 чёрная ладья · c8 чёрный слон · d8 чёрный ферзь · e8 чёрный король · f8 чёрный слон · g8 чёрный конь · h8 чёрная ладья · a7 чёрная пешка · b7 чёрная пешка · c7 чёрная пешка · d7 чёрная пешка · f7 чёрная пешка · g7 чёрная пешка · h7 чёрная пешка · e5 чёрная пешка · c4 белый слон · d4 чёрный конь · e4 белая пешка · f3 белый конь · a2 белая пешка · b2 белая пешка · c2 белая пешка · d2 белая пешка · f2 белая пешка · g2 белая пешка · h2 белая пешка · a1 белая ладья · b1 белый конь · c1 белый слон · d1 белый ферзь · e1 белый король · h1 белая ладья | a8 чёрная ладья · c8 чёрный слон · d8 чёрный ферзь · e8 чёрный король · f8 чёрный слон · g8 чёрный конь · h8 чёрная ладья · a7 чёрная пешка · b7 чёрная пешка · c7 чёрная пешка · d7 чёрная пешка · f7 чёрная пешка · g7 чёрная пешка · h7 чёрная пешка · e5 чёрная пешка · c4 белый слон · d4 чёрный конь · e4 белая пешка · f3 белый конь · a2 белая пешка · b2 белая пешка · c2 белая пешка · d2 белая пешка · f2 белая пешка · g2 белая пешка · h2 белая пешка · a1 белая ладья · b1 белый конь · c1 белый слон · d1 белый ферзь · e1 белый король · h1 белая ладья | a8 чёрная ладья · c8 чёрный слон · d8 чёрный ферзь · e8 чёрный король · f8 чёрный слон · g8 чёрный конь · h8 чёрная ладья · a7 чёрная пешка · b7 чёрная пешка · c7 чёрная пешка · d7 чёрная пешка · f7 чёрная пешка · g7 чёрная пешка · h7 чёрная пешка · e5 чёрная пешка · c4 белый слон · d4 чёрный конь · e4 белая пешка · f3 белый конь · a2 белая пешка · b2 белая пешка · c2 белая пешка · d2 белая пешка · f2 белая пешка · g2 белая пешка · h2 белая пешка · a1 белая ладья · b1 белый конь · c1 белый слон · d1 белый ферзь · e1 белый король · h1 белая ладья | a8 чёрная ладья · c8 чёрный слон · d8 чёрный ферзь · e8 чёрный король · f8 чёрный слон · g8 чёрный конь · h8 чёрная ладья · a7 чёрная пешка · b7 чёрная пешка · c7 чёрная пешка · d7 чёрная пешка · f7 чёрная пешка · g7 чёрная пешка · h7 чёрная пешка · e5 чёрная пешка · c4 белый слон · d4 чёрный конь · e4 белая пешка · f3 белый конь · a2 белая пешка · b2 белая пешка · c2 белая пешка · d2 белая пешка · f2 белая пешка · g2 белая пешка · h2 белая пешка · a1 белая ладья · b1 белый конь · c1 белый слон · d1 белый ферзь · e1 белый король · h1 белая ладья | a8 чёрная ладья · c8 чёрный слон · d8 чёрный ферзь · e8 чёрный король · f8 чёрный слон · g8 чёрный конь · h8 чёрная ладья · a7 чёрная пешка · b7 чёрная пешка · c7 чёрная пешка · d7 чёрная пешка · f7 чёрная пешка · g7 чёрная пешка · h7 чёрная пешка · e5 чёрная пешка · c4 белый слон · d4 чёрный конь · e4 белая пешка · f3 белый конь · a2 белая пешка · b2 белая пешка · c2 белая пешка · d2 белая пешка · f2 белая пешка · g2 белая пешка · h2 белая пешка · a1 белая ладья · b1 белый конь · c1 белый слон · d1 белый ферзь · e1 белый король · h1 белая ладья | a8 чёрная ладья · c8 чёрный слон · d8 чёрный ферзь · e8 чёрный король · f8 чёрный слон · g8 чёрный конь · h8 чёрная ладья · a7 чёрная пешка · b7 чёрная пешка · c7 чёрная пешка · d7 чёрная пешка · f7 чёрная пешка · g7 чёрная пешка · h7 чёрная пешка · e5 чёрная пешка · c4 белый слон · d4 чёрный конь · e4 белая пешка · f3 белый конь · a2 белая пешка · b2 белая пешка · c2 белая пешка · d2 белая пешка · f2 белая пешка · g2 белая пешка · h2 белая пешка · a1 белая ладья · b1 белый конь · c1 белый слон · d1 белый ферзь · e1 белый король · h1 белая ладья | a8 чёрная ладья · c8 чёрный слон · d8 чёрный ферзь · e8 чёрный король · f8 чёрный слон · g8 чёрный конь · h8 чёрная ладья · a7 чёрная пешка · b7 чёрная пешка · c7 чёрная пешка · d7 чёрная пешка · f7 чёрная пешка · g7 чёрная пешка · h7 чёрная пешка · e5 чёрная пешка · c4 белый слон · d4 чёрный конь · e4 белая пешка · f3 белый конь · a2 белая пешка · b2 белая пешка · c2 белая пешка · d2 белая пешка · f2 белая пешка · g2 белая пешка · h2 белая пешка · a1 белая ладья · b1 белый конь · c1 белый слон · d1 белый ферзь · e1 белый король · h1 белая ладья | a8 чёрная ладья · c8 чёрный слон · d8 чёрный ферзь · e8 чёрный король · f8 чёрный слон · g8 чёрный конь · h8 чёрная ладья · a7 чёрная пешка · b7 чёрная пешка · c7 чёрная пешка · d7 чёрная пешка · f7 чёрная пешка · g7 чёрная пешка · h7 чёрная пешка · e5 чёрная пешка · c4 белый слон · d4 чёрный конь · e4 белая пешка · f3 белый конь · a2 белая пешка · b2 белая пешка · c2 белая пешка · d2 белая пешка · f2 белая пешка · g2 белая пешка · h2 белая пешка · a1 белая ладья · b1 белый конь · c1 белый слон · d1 белый ферзь · e1 белый король · h1 белая ладья | 7 |
| 6 | a8 чёрная ладья · c8 чёрный слон · d8 чёрный ферзь · e8 чёрный король · f8 чёрный слон · g8 чёрный конь · h8 чёрная ладья · a7 чёрная пешка · b7 чёрная пешка · c7 чёрная пешка · d7 чёрная пешка · f7 чёрная пешка · g7 чёрная пешка · h7 чёрная пешка · e5 чёрная пешка · c4 белый слон · d4 чёрный конь · e4 белая пешка · f3 белый конь · a2 белая пешка · b2 белая пешка · c2 белая пешка · d2 белая пешка · f2 белая пешка · g2 белая пешка · h2 белая пешка · a1 белая ладья · b1 белый конь · c1 белый слон · d1 белый ферзь · e1 белый король · h1 белая ладья | a8 чёрная ладья · c8 чёрный слон · d8 чёрный ферзь · e8 чёрный король · f8 чёрный слон · g8 чёрный конь · h8 чёрная ладья · a7 чёрная пешка · b7 чёрная пешка · c7 чёрная пешка · d7 чёрная пешка · f7 чёрная пешка · g7 чёрная пешка · h7 чёрная пешка · e5 чёрная пешка · c4 белый слон · d4 чёрный конь · e4 белая пешка · f3 белый конь · a2 белая пешка · b2 белая пешка · c2 белая пешка · d2 белая пешка · f2 белая пешка · g2 белая пешка · h2 белая пешка · a1 белая ладья · b1 белый конь · c1 белый слон · d1 белый ферзь · e1 белый король · h1 белая ладья | a8 чёрная ладья · c8 чёрный слон · d8 чёрный ферзь · e8 чёрный король · f8 чёрный слон · g8 чёрный конь · h8 чёрная ладья · a7 чёрная пешка · b7 чёрная пешка · c7 чёрная пешка · d7 чёрная пешка · f7 чёрная пешка · g7 чёрная пешка · h7 чёрная пешка · e5 чёрная пешка · c4 белый слон · d4 чёрный конь · e4 белая пешка · f3 белый конь · a2 белая пешка · b2 белая пешка · c2 белая пешка · d2 белая пешка · f2 белая пешка · g2 белая пешка · h2 белая пешка · a1 белая ладья · b1 белый конь · c1 белый слон · d1 белый ферзь · e1 белый король · h1 белая ладья | a8 чёрная ладья · c8 чёрный слон · d8 чёрный ферзь · e8 чёрный король · f8 чёрный слон · g8 чёрный конь · h8 чёрная ладья · a7 чёрная пешка · b7 чёрная пешка · c7 чёрная пешка · d7 чёрная пешка · f7 чёрная пешка · g7 чёрная пешка · h7 чёрная пешка · e5 чёрная пешка · c4 белый слон · d4 чёрный конь · e4 белая пешка · f3 белый конь · a2 белая пешка · b2 белая пешка · c2 белая пешка · d2 белая пешка · f2 белая пешка · g2 белая пешка · h2 белая пешка · a1 белая ладья · b1 белый конь · c1 белый слон · d1 белый ферзь · e1 белый король · h1 белая ладья | a8 чёрная ладья · c8 чёрный слон · d8 чёрный ферзь · e8 чёрный король · f8 чёрный слон · g8 чёрный конь · h8 чёрная ладья · a7 чёрная пешка · b7 чёрная пешка · c7 чёрная пешка · d7 чёрная пешка · f7 чёрная пешка · g7 чёрная пешка · h7 чёрная пешка · e5 чёрная пешка · c4 белый слон · d4 чёрный конь · e4 белая пешка · f3 белый конь · a2 белая пешка · b2 белая пешка · c2 белая пешка · d2 белая пешка · f2 белая пешка · g2 белая пешка · h2 белая пешка · a1 белая ладья · b1 белый конь · c1 белый слон · d1 белый ферзь · e1 белый король · h1 белая ладья | a8 чёрная ладья · c8 чёрный слон · d8 чёрный ферзь · e8 чёрный король · f8 чёрный слон · g8 чёрный конь · h8 чёрная ладья · a7 чёрная пешка · b7 чёрная пешка · c7 чёрная пешка · d7 чёрная пешка · f7 чёрная пешка · g7 чёрная пешка · h7 чёрная пешка · e5 чёрная пешка · c4 белый слон · d4 чёрный конь · e4 белая пешка · f3 белый конь · a2 белая пешка · b2 белая пешка · c2 белая пешка · d2 белая пешка · f2 белая пешка · g2 белая пешка · h2 белая пешка · a1 белая ладья · b1 белый конь · c1 белый слон · d1 белый ферзь · e1 белый король · h1 белая ладья | a8 чёрная ладья · c8 чёрный слон · d8 чёрный ферзь · e8 чёрный король · f8 чёрный слон · g8 чёрный конь · h8 чёрная ладья · a7 чёрная пешка · b7 чёрная пешка · c7 чёрная пешка · d7 чёрная пешка · f7 чёрная пешка · g7 чёрная пешка · h7 чёрная пешка · e5 чёрная пешка · c4 белый слон · d4 чёрный конь · e4 белая пешка · f3 белый конь · a2 белая пешка · b2 белая пешка · c2 белая пешка · d2 белая пешка · f2 белая пешка · g2 белая пешка · h2 белая пешка · a1 белая ладья · b1 белый конь · c1 белый слон · d1 белый ферзь · e1 белый король · h1 белая ладья | a8 чёрная ладья · c8 чёрный слон · d8 чёрный ферзь · e8 чёрный король · f8 чёрный слон · g8 чёрный конь · h8 чёрная ладья · a7 чёрная пешка · b7 чёрная пешка · c7 чёрная пешка · d7 чёрная пешка · f7 чёрная пешка · g7 чёрная пешка · h7 чёрная пешка · e5 чёрная пешка · c4 белый слон · d4 чёрный конь · e4 белая пешка · f3 белый конь · a2 белая пешка · b2 белая пешка · c2 белая пешка · d2 белая пешка · f2 белая пешка · g2 белая пешка · h2 белая пешка · a1 белая ладья · b1 белый конь · c1 белый слон · d1 белый ферзь · e1 белый король · h1 белая ладья | 6 |
| 5 | a8 чёрная ладья · c8 чёрный слон · d8 чёрный ферзь · e8 чёрный король · f8 чёрный слон · g8 чёрный конь · h8 чёрная ладья · a7 чёрная пешка · b7 чёрная пешка · c7 чёрная пешка · d7 чёрная пешка · f7 чёрная пешка · g7 чёрная пешка · h7 чёрная пешка · e5 чёрная пешка · c4 белый слон · d4 чёрный конь · e4 белая пешка · f3 белый конь · a2 белая пешка · b2 белая пешка · c2 белая пешка · d2 белая пешка · f2 белая пешка · g2 белая пешка · h2 белая пешка · a1 белая ладья · b1 белый конь · c1 белый слон · d1 белый ферзь · e1 белый король · h1 белая ладья | a8 чёрная ладья · c8 чёрный слон · d8 чёрный ферзь · e8 чёрный король · f8 чёрный слон · g8 чёрный конь · h8 чёрная ладья · a7 чёрная пешка · b7 чёрная пешка · c7 чёрная пешка · d7 чёрная пешка · f7 чёрная пешка · g7 чёрная пешка · h7 чёрная пешка · e5 чёрная пешка · c4 белый слон · d4 чёрный конь · e4 белая пешка · f3 белый конь · a2 белая пешка · b2 белая пешка · c2 белая пешка · d2 белая пешка · f2 белая пешка · g2 белая пешка · h2 белая пешка · a1 белая ладья · b1 белый конь · c1 белый слон · d1 белый ферзь · e1 белый король · h1 белая ладья | a8 чёрная ладья · c8 чёрный слон · d8 чёрный ферзь · e8 чёрный король · f8 чёрный слон · g8 чёрный конь · h8 чёрная ладья · a7 чёрная пешка · b7 чёрная пешка · c7 чёрная пешка · d7 чёрная пешка · f7 чёрная пешка · g7 чёрная пешка · h7 чёрная пешка · e5 чёрная пешка · c4 белый слон · d4 чёрный конь · e4 белая пешка · f3 белый конь · a2 белая пешка · b2 белая пешка · c2 белая пешка · d2 белая пешка · f2 белая пешка · g2 белая пешка · h2 белая пешка · a1 белая ладья · b1 белый конь · c1 белый слон · d1 белый ферзь · e1 белый король · h1 белая ладья | a8 чёрная ладья · c8 чёрный слон · d8 чёрный ферзь · e8 чёрный король · f8 чёрный слон · g8 чёрный конь · h8 чёрная ладья · a7 чёрная пешка · b7 чёрная пешка · c7 чёрная пешка · d7 чёрная пешка · f7 чёрная пешка · g7 чёрная пешка · h7 чёрная пешка · e5 чёрная пешка · c4 белый слон · d4 чёрный конь · e4 белая пешка · f3 белый конь · a2 белая пешка · b2 белая пешка · c2 белая пешка · d2 белая пешка · f2 белая пешка · g2 белая пешка · h2 белая пешка · a1 белая ладья · b1 белый конь · c1 белый слон · d1 белый ферзь · e1 белый король · h1 белая ладья | a8 чёрная ладья · c8 чёрный слон · d8 чёрный ферзь · e8 чёрный король · f8 чёрный слон · g8 чёрный конь · h8 чёрная ладья · a7 чёрная пешка · b7 чёрная пешка · c7 чёрная пешка · d7 чёрная пешка · f7 чёрная пешка · g7 чёрная пешка · h7 чёрная пешка · e5 чёрная пешка · c4 белый слон · d4 чёрный конь · e4 белая пешка · f3 белый конь · a2 белая пешка · b2 белая пешка · c2 белая пешка · d2 белая пешка · f2 белая пешка · g2 белая пешка · h2 белая пешка · a1 белая ладья · b1 белый конь · c1 белый слон · d1 белый ферзь · e1 белый король · h1 белая ладья | a8 чёрная ладья · c8 чёрный слон · d8 чёрный ферзь · e8 чёрный король · f8 чёрный слон · g8 чёрный конь · h8 чёрная ладья · a7 чёрная пешка · b7 чёрная пешка · c7 чёрная пешка · d7 чёрная пешка · f7 чёрная пешка · g7 чёрная пешка · h7 чёрная пешка · e5 чёрная пешка · c4 белый слон · d4 чёрный конь · e4 белая пешка · f3 белый конь · a2 белая пешка · b2 белая пешка · c2 белая пешка · d2 белая пешка · f2 белая пешка · g2 белая пешка · h2 белая пешка · a1 белая ладья · b1 белый конь · c1 белый слон · d1 белый ферзь · e1 белый король · h1 белая ладья | a8 чёрная ладья · c8 чёрный слон · d8 чёрный ферзь · e8 чёрный король · f8 чёрный слон · g8 чёрный конь · h8 чёрная ладья · a7 чёрная пешка · b7 чёрная пешка · c7 чёрная пешка · d7 чёрная пешка · f7 чёрная пешка · g7 чёрная пешка · h7 чёрная пешка · e5 чёрная пешка · c4 белый слон · d4 чёрный конь · e4 белая пешка · f3 белый конь · a2 белая пешка · b2 белая пешка · c2 белая пешка · d2 белая пешка · f2 белая пешка · g2 белая пешка · h2 белая пешка · a1 белая ладья · b1 белый конь · c1 белый слон · d1 белый ферзь · e1 белый король · h1 белая ладья | a8 чёрная ладья · c8 чёрный слон · d8 чёрный ферзь · e8 чёрный король · f8 чёрный слон · g8 чёрный конь · h8 чёрная ладья · a7 чёрная пешка · b7 чёрная пешка · c7 чёрная пешка · d7 чёрная пешка · f7 чёрная пешка · g7 чёрная пешка · h7 чёрная пешка · e5 чёрная пешка · c4 белый слон · d4 чёрный конь · e4 белая пешка · f3 белый конь · a2 белая пешка · b2 белая пешка · c2 белая пешка · d2 белая пешка · f2 белая пешка · g2 белая пешка · h2 белая пешка · a1 белая ладья · b1 белый конь · c1 белый слон · d1 белый ферзь · e1 белый король · h1 белая ладья | 5 |
| 4 | a8 чёрная ладья · c8 чёрный слон · d8 чёрный ферзь · e8 чёрный король · f8 чёрный слон · g8 чёрный конь · h8 чёрная ладья · a7 чёрная пешка · b7 чёрная пешка · c7 чёрная пешка · d7 чёрная пешка · f7 чёрная пешка · g7 чёрная пешка · h7 чёрная пешка · e5 чёрная пешка · c4 белый слон · d4 чёрный конь · e4 белая пешка · f3 белый конь · a2 белая пешка · b2 белая пешка · c2 белая пешка · d2 белая пешка · f2 белая пешка · g2 белая пешка · h2 белая пешка · a1 белая ладья · b1 белый конь · c1 белый слон · d1 белый ферзь · e1 белый король · h1 белая ладья | a8 чёрная ладья · c8 чёрный слон · d8 чёрный ферзь · e8 чёрный король · f8 чёрный слон · g8 чёрный конь · h8 чёрная ладья · a7 чёрная пешка · b7 чёрная пешка · c7 чёрная пешка · d7 чёрная пешка · f7 чёрная пешка · g7 чёрная пешка · h7 чёрная пешка · e5 чёрная пешка · c4 белый слон · d4 чёрный конь · e4 белая пешка · f3 белый конь · a2 белая пешка · b2 белая пешка · c2 белая пешка · d2 белая пешка · f2 белая пешка · g2 белая пешка · h2 белая пешка · a1 белая ладья · b1 белый конь · c1 белый слон · d1 белый ферзь · e1 белый король · h1 белая ладья | a8 чёрная ладья · c8 чёрный слон · d8 чёрный ферзь · e8 чёрный король · f8 чёрный слон · g8 чёрный конь · h8 чёрная ладья · a7 чёрная пешка · b7 чёрная пешка · c7 чёрная пешка · d7 чёрная пешка · f7 чёрная пешка · g7 чёрная пешка · h7 чёрная пешка · e5 чёрная пешка · c4 белый слон · d4 чёрный конь · e4 белая пешка · f3 белый конь · a2 белая пешка · b2 белая пешка · c2 белая пешка · d2 белая пешка · f2 белая пешка · g2 белая пешка · h2 белая пешка · a1 белая ладья · b1 белый конь · c1 белый слон · d1 белый ферзь · e1 белый король · h1 белая ладья | a8 чёрная ладья · c8 чёрный слон · d8 чёрный ферзь · e8 чёрный король · f8 чёрный слон · g8 чёрный конь · h8 чёрная ладья · a7 чёрная пешка · b7 чёрная пешка · c7 чёрная пешка · d7 чёрная пешка · f7 чёрная пешка · g7 чёрная пешка · h7 чёрная пешка · e5 чёрная пешка · c4 белый слон · d4 чёрный конь · e4 белая пешка · f3 белый конь · a2 белая пешка · b2 белая пешка · c2 белая пешка · d2 белая пешка · f2 белая пешка · g2 белая пешка · h2 белая пешка · a1 белая ладья · b1 белый конь · c1 белый слон · d1 белый ферзь · e1 белый король · h1 белая ладья | a8 чёрная ладья · c8 чёрный слон · d8 чёрный ферзь · e8 чёрный король · f8 чёрный слон · g8 чёрный конь · h8 чёрная ладья · a7 чёрная пешка · b7 чёрная пешка · c7 чёрная пешка · d7 чёрная пешка · f7 чёрная пешка · g7 чёрная пешка · h7 чёрная пешка · e5 чёрная пешка · c4 белый слон · d4 чёрный конь · e4 белая пешка · f3 белый конь · a2 белая пешка · b2 белая пешка · c2 белая пешка · d2 белая пешка · f2 белая пешка · g2 белая пешка · h2 белая пешка · a1 белая ладья · b1 белый конь · c1 белый слон · d1 белый ферзь · e1 белый король · h1 белая ладья | a8 чёрная ладья · c8 чёрный слон · d8 чёрный ферзь · e8 чёрный король · f8 чёрный слон · g8 чёрный конь · h8 чёрная ладья · a7 чёрная пешка · b7 чёрная пешка · c7 чёрная пешка · d7 чёрная пешка · f7 чёрная пешка · g7 чёрная пешка · h7 чёрная пешка · e5 чёрная пешка · c4 белый слон · d4 чёрный конь · e4 белая пешка · f3 белый конь · a2 белая пешка · b2 белая пешка · c2 белая пешка · d2 белая пешка · f2 белая пешка · g2 белая пешка · h2 белая пешка · a1 белая ладья · b1 белый конь · c1 белый слон · d1 белый ферзь · e1 белый король · h1 белая ладья | a8 чёрная ладья · c8 чёрный слон · d8 чёрный ферзь · e8 чёрный король · f8 чёрный слон · g8 чёрный конь · h8 чёрная ладья · a7 чёрная пешка · b7 чёрная пешка · c7 чёрная пешка · d7 чёрная пешка · f7 чёрная пешка · g7 чёрная пешка · h7 чёрная пешка · e5 чёрная пешка · c4 белый слон · d4 чёрный конь · e4 белая пешка · f3 белый конь · a2 белая пешка · b2 белая пешка · c2 белая пешка · d2 белая пешка · f2 белая пешка · g2 белая пешка · h2 белая пешка · a1 белая ладья · b1 белый конь · c1 белый слон · d1 белый ферзь · e1 белый король · h1 белая ладья | a8 чёрная ладья · c8 чёрный слон · d8 чёрный ферзь · e8 чёрный король · f8 чёрный слон · g8 чёрный конь · h8 чёрная ладья · a7 чёрная пешка · b7 чёрная пешка · c7 чёрная пешка · d7 чёрная пешка · f7 чёрная пешка · g7 чёрная пешка · h7 чёрная пешка · e5 чёрная пешка · c4 белый слон · d4 чёрный конь · e4 белая пешка · f3 белый конь · a2 белая пешка · b2 белая пешка · c2 белая пешка · d2 белая пешка · f2 белая пешка · g2 белая пешка · h2 белая пешка · a1 белая ладья · b1 белый конь · c1 белый слон · d1 белый ферзь · e1 белый король · h1 белая ладья | 4 |
| 3 | a8 чёрная ладья · c8 чёрный слон · d8 чёрный ферзь · e8 чёрный король · f8 чёрный слон · g8 чёрный конь · h8 чёрная ладья · a7 чёрная пешка · b7 чёрная пешка · c7 чёрная пешка · d7 чёрная пешка · f7 чёрная пешка · g7 чёрная пешка · h7 чёрная пешка · e5 чёрная пешка · c4 белый слон · d4 чёрный конь · e4 белая пешка · f3 белый конь · a2 белая пешка · b2 белая пешка · c2 белая пешка · d2 белая пешка · f2 белая пешка · g2 белая пешка · h2 белая пешка · a1 белая ладья · b1 белый конь · c1 белый слон · d1 белый ферзь · e1 белый король · h1 белая ладья | a8 чёрная ладья · c8 чёрный слон · d8 чёрный ферзь · e8 чёрный король · f8 чёрный слон · g8 чёрный конь · h8 чёрная ладья · a7 чёрная пешка · b7 чёрная пешка · c7 чёрная пешка · d7 чёрная пешка · f7 чёрная пешка · g7 чёрная пешка · h7 чёрная пешка · e5 чёрная пешка · c4 белый слон · d4 чёрный конь · e4 белая пешка · f3 белый конь · a2 белая пешка · b2 белая пешка · c2 белая пешка · d2 белая пешка · f2 белая пешка · g2 белая пешка · h2 белая пешка · a1 белая ладья · b1 белый конь · c1 белый слон · d1 белый ферзь · e1 белый король · h1 белая ладья | a8 чёрная ладья · c8 чёрный слон · d8 чёрный ферзь · e8 чёрный король · f8 чёрный слон · g8 чёрный конь · h8 чёрная ладья · a7 чёрная пешка · b7 чёрная пешка · c7 чёрная пешка · d7 чёрная пешка · f7 чёрная пешка · g7 чёрная пешка · h7 чёрная пешка · e5 чёрная пешка · c4 белый слон · d4 чёрный конь · e4 белая пешка · f3 белый конь · a2 белая пешка · b2 белая пешка · c2 белая пешка · d2 белая пешка · f2 белая пешка · g2 белая пешка · h2 белая пешка · a1 белая ладья · b1 белый конь · c1 белый слон · d1 белый ферзь · e1 белый король · h1 белая ладья | a8 чёрная ладья · c8 чёрный слон · d8 чёрный ферзь · e8 чёрный король · f8 чёрный слон · g8 чёрный конь · h8 чёрная ладья · a7 чёрная пешка · b7 чёрная пешка · c7 чёрная пешка · d7 чёрная пешка · f7 чёрная пешка · g7 чёрная пешка · h7 чёрная пешка · e5 чёрная пешка · c4 белый слон · d4 чёрный конь · e4 белая пешка · f3 белый конь · a2 белая пешка · b2 белая пешка · c2 белая пешка · d2 белая пешка · f2 белая пешка · g2 белая пешка · h2 белая пешка · a1 белая ладья · b1 белый конь · c1 белый слон · d1 белый ферзь · e1 белый король · h1 белая ладья | a8 чёрная ладья · c8 чёрный слон · d8 чёрный ферзь · e8 чёрный король · f8 чёрный слон · g8 чёрный конь · h8 чёрная ладья · a7 чёрная пешка · b7 чёрная пешка · c7 чёрная пешка · d7 чёрная пешка · f7 чёрная пешка · g7 чёрная пешка · h7 чёрная пешка · e5 чёрная пешка · c4 белый слон · d4 чёрный конь · e4 белая пешка · f3 белый конь · a2 белая пешка · b2 белая пешка · c2 белая пешка · d2 белая пешка · f2 белая пешка · g2 белая пешка · h2 белая пешка · a1 белая ладья · b1 белый конь · c1 белый слон · d1 белый ферзь · e1 белый король · h1 белая ладья | a8 чёрная ладья · c8 чёрный слон · d8 чёрный ферзь · e8 чёрный король · f8 чёрный слон · g8 чёрный конь · h8 чёрная ладья · a7 чёрная пешка · b7 чёрная пешка · c7 чёрная пешка · d7 чёрная пешка · f7 чёрная пешка · g7 чёрная пешка · h7 чёрная пешка · e5 чёрная пешка · c4 белый слон · d4 чёрный конь · e4 белая пешка · f3 белый конь · a2 белая пешка · b2 белая пешка · c2 белая пешка · d2 белая пешка · f2 белая пешка · g2 белая пешка · h2 белая пешка · a1 белая ладья · b1 белый конь · c1 белый слон · d1 белый ферзь · e1 белый король · h1 белая ладья | a8 чёрная ладья · c8 чёрный слон · d8 чёрный ферзь · e8 чёрный король · f8 чёрный слон · g8 чёрный конь · h8 чёрная ладья · a7 чёрная пешка · b7 чёрная пешка · c7 чёрная пешка · d7 чёрная пешка · f7 чёрная пешка · g7 чёрная пешка · h7 чёрная пешка · e5 чёрная пешка · c4 белый слон · d4 чёрный конь · e4 белая пешка · f3 белый конь · a2 белая пешка · b2 белая пешка · c2 белая пешка · d2 белая пешка · f2 белая пешка · g2 белая пешка · h2 белая пешка · a1 белая ладья · b1 белый конь · c1 белый слон · d1 белый ферзь · e1 белый король · h1 белая ладья | a8 чёрная ладья · c8 чёрный слон · d8 чёрный ферзь · e8 чёрный король · f8 чёрный слон · g8 чёрный конь · h8 чёрная ладья · a7 чёрная пешка · b7 чёрная пешка · c7 чёрная пешка · d7 чёрная пешка · f7 чёрная пешка · g7 чёрная пешка · h7 чёрная пешка · e5 чёрная пешка · c4 белый слон · d4 чёрный конь · e4 белая пешка · f3 белый конь · a2 белая пешка · b2 белая пешка · c2 белая пешка · d2 белая пешка · f2 белая пешка · g2 белая пешка · h2 белая пешка · a1 белая ладья · b1 белый конь · c1 белый слон · d1 белый ферзь · e1 белый король · h1 белая ладья | 3 |
| 2 | a8 чёрная ладья · c8 чёрный слон · d8 чёрный ферзь · e8 чёрный король · f8 чёрный слон · g8 чёрный конь · h8 чёрная ладья · a7 чёрная пешка · b7 чёрная пешка · c7 чёрная пешка · d7 чёрная пешка · f7 чёрная пешка · g7 чёрная пешка · h7 чёрная пешка · e5 чёрная пешка · c4 белый слон · d4 чёрный конь · e4 белая пешка · f3 белый конь · a2 белая пешка · b2 белая пешка · c2 белая пешка · d2 белая пешка · f2 белая пешка · g2 белая пешка · h2 белая пешка · a1 белая ладья · b1 белый конь · c1 белый слон · d1 белый ферзь · e1 белый король · h1 белая ладья | a8 чёрная ладья · c8 чёрный слон · d8 чёрный ферзь · e8 чёрный король · f8 чёрный слон · g8 чёрный конь · h8 чёрная ладья · a7 чёрная пешка · b7 чёрная пешка · c7 чёрная пешка · d7 чёрная пешка · f7 чёрная пешка · g7 чёрная пешка · h7 чёрная пешка · e5 чёрная пешка · c4 белый слон · d4 чёрный конь · e4 белая пешка · f3 белый конь · a2 белая пешка · b2 белая пешка · c2 белая пешка · d2 белая пешка · f2 белая пешка · g2 белая пешка · h2 белая пешка · a1 белая ладья · b1 белый конь · c1 белый слон · d1 белый ферзь · e1 белый король · h1 белая ладья | a8 чёрная ладья · c8 чёрный слон · d8 чёрный ферзь · e8 чёрный король · f8 чёрный слон · g8 чёрный конь · h8 чёрная ладья · a7 чёрная пешка · b7 чёрная пешка · c7 чёрная пешка · d7 чёрная пешка · f7 чёрная пешка · g7 чёрная пешка · h7 чёрная пешка · e5 чёрная пешка · c4 белый слон · d4 чёрный конь · e4 белая пешка · f3 белый конь · a2 белая пешка · b2 белая пешка · c2 белая пешка · d2 белая пешка · f2 белая пешка · g2 белая пешка · h2 белая пешка · a1 белая ладья · b1 белый конь · c1 белый слон · d1 белый ферзь · e1 белый король · h1 белая ладья | a8 чёрная ладья · c8 чёрный слон · d8 чёрный ферзь · e8 чёрный король · f8 чёрный слон · g8 чёрный конь · h8 чёрная ладья · a7 чёрная пешка · b7 чёрная пешка · c7 чёрная пешка · d7 чёрная пешка · f7 чёрная пешка · g7 чёрная пешка · h7 чёрная пешка · e5 чёрная пешка · c4 белый слон · d4 чёрный конь · e4 белая пешка · f3 белый конь · a2 белая пешка · b2 белая пешка · c2 белая пешка · d2 белая пешка · f2 белая пешка · g2 белая пешка · h2 белая пешка · a1 белая ладья · b1 белый конь · c1 белый слон · d1 белый ферзь · e1 белый король · h1 белая ладья | a8 чёрная ладья · c8 чёрный слон · d8 чёрный ферзь · e8 чёрный король · f8 чёрный слон · g8 чёрный конь · h8 чёрная ладья · a7 чёрная пешка · b7 чёрная пешка · c7 чёрная пешка · d7 чёрная пешка · f7 чёрная пешка · g7 чёрная пешка · h7 чёрная пешка · e5 чёрная пешка · c4 белый слон · d4 чёрный конь · e4 белая пешка · f3 белый конь · a2 белая пешка · b2 белая пешка · c2 белая пешка · d2 белая пешка · f2 белая пешка · g2 белая пешка · h2 белая пешка · a1 белая ладья · b1 белый конь · c1 белый слон · d1 белый ферзь · e1 белый король · h1 белая ладья | a8 чёрная ладья · c8 чёрный слон · d8 чёрный ферзь · e8 чёрный король · f8 чёрный слон · g8 чёрный конь · h8 чёрная ладья · a7 чёрная пешка · b7 чёрная пешка · c7 чёрная пешка · d7 чёрная пешка · f7 чёрная пешка · g7 чёрная пешка · h7 чёрная пешка · e5 чёрная пешка · c4 белый слон · d4 чёрный конь · e4 белая пешка · f3 белый конь · a2 белая пешка · b2 белая пешка · c2 белая пешка · d2 белая пешка · f2 белая пешка · g2 белая пешка · h2 белая пешка · a1 белая ладья · b1 белый конь · c1 белый слон · d1 белый ферзь · e1 белый король · h1 белая ладья | a8 чёрная ладья · c8 чёрный слон · d8 чёрный ферзь · e8 чёрный король · f8 чёрный слон · g8 чёрный конь · h8 чёрная ладья · a7 чёрная пешка · b7 чёрная пешка · c7 чёрная пешка · d7 чёрная пешка · f7 чёрная пешка · g7 чёрная пешка · h7 чёрная пешка · e5 чёрная пешка · c4 белый слон · d4 чёрный конь · e4 белая пешка · f3 белый конь · a2 белая пешка · b2 белая пешка · c2 белая пешка · d2 белая пешка · f2 белая пешка · g2 белая пешка · h2 белая пешка · a1 белая ладья · b1 белый конь · c1 белый слон · d1 белый ферзь · e1 белый король · h1 белая ладья | a8 чёрная ладья · c8 чёрный слон · d8 чёрный ферзь · e8 чёрный король · f8 чёрный слон · g8 чёрный конь · h8 чёрная ладья · a7 чёрная пешка · b7 чёрная пешка · c7 чёрная пешка · d7 чёрная пешка · f7 чёрная пешка · g7 чёрная пешка · h7 чёрная пешка · e5 чёрная пешка · c4 белый слон · d4 чёрный конь · e4 белая пешка · f3 белый конь · a2 белая пешка · b2 белая пешка · c2 белая пешка · d2 белая пешка · f2 белая пешка · g2 белая пешка · h2 белая пешка · a1 белая ладья · b1 белый конь · c1 белый слон · d1 белый ферзь · e1 белый король · h1 белая ладья | 2 |
| 1 | a8 чёрная ладья · c8 чёрный слон · d8 чёрный ферзь · e8 чёрный король · f8 чёрный слон · g8 чёрный конь · h8 чёрная ладья · a7 чёрная пешка · b7 чёрная пешка · c7 чёрная пешка · d7 чёрная пешка · f7 чёрная пешка · g7 чёрная пешка · h7 чёрная пешка · e5 чёрная пешка · c4 белый слон · d4 чёрный конь · e4 белая пешка · f3 белый конь · a2 белая пешка · b2 белая пешка · c2 белая пешка · d2 белая пешка · f2 белая пешка · g2 белая пешка · h2 белая пешка · a1 белая ладья · b1 белый конь · c1 белый слон · d1 белый ферзь · e1 белый король · h1 белая ладья | a8 чёрная ладья · c8 чёрный слон · d8 чёрный ферзь · e8 чёрный король · f8 чёрный слон · g8 чёрный конь · h8 чёрная ладья · a7 чёрная пешка · b7 чёрная пешка · c7 чёрная пешка · d7 чёрная пешка · f7 чёрная пешка · g7 чёрная пешка · h7 чёрная пешка · e5 чёрная пешка · c4 белый слон · d4 чёрный конь · e4 белая пешка · f3 белый конь · a2 белая пешка · b2 белая пешка · c2 белая пешка · d2 белая пешка · f2 белая пешка · g2 белая пешка · h2 белая пешка · a1 белая ладья · b1 белый конь · c1 белый слон · d1 белый ферзь · e1 белый король · h1 белая ладья | a8 чёрная ладья · c8 чёрный слон · d8 чёрный ферзь · e8 чёрный король · f8 чёрный слон · g8 чёрный конь · h8 чёрная ладья · a7 чёрная пешка · b7 чёрная пешка · c7 чёрная пешка · d7 чёрная пешка · f7 чёрная пешка · g7 чёрная пешка · h7 чёрная пешка · e5 чёрная пешка · c4 белый слон · d4 чёрный конь · e4 белая пешка · f3 белый конь · a2 белая пешка · b2 белая пешка · c2 белая пешка · d2 белая пешка · f2 белая пешка · g2 белая пешка · h2 белая пешка · a1 белая ладья · b1 белый конь · c1 белый слон · d1 белый ферзь · e1 белый король · h1 белая ладья | a8 чёрная ладья · c8 чёрный слон · d8 чёрный ферзь · e8 чёрный король · f8 чёрный слон · g8 чёрный конь · h8 чёрная ладья · a7 чёрная пешка · b7 чёрная пешка · c7 чёрная пешка · d7 чёрная пешка · f7 чёрная пешка · g7 чёрная пешка · h7 чёрная пешка · e5 чёрная пешка · c4 белый слон · d4 чёрный конь · e4 белая пешка · f3 белый конь · a2 белая пешка · b2 белая пешка · c2 белая пешка · d2 белая пешка · f2 белая пешка · g2 белая пешка · h2 белая пешка · a1 белая ладья · b1 белый конь · c1 белый слон · d1 белый ферзь · e1 белый король · h1 белая ладья | a8 чёрная ладья · c8 чёрный слон · d8 чёрный ферзь · e8 чёрный король · f8 чёрный слон · g8 чёрный конь · h8 чёрная ладья · a7 чёрная пешка · b7 чёрная пешка · c7 чёрная пешка · d7 чёрная пешка · f7 чёрная пешка · g7 чёрная пешка · h7 чёрная пешка · e5 чёрная пешка · c4 белый слон · d4 чёрный конь · e4 белая пешка · f3 белый конь · a2 белая пешка · b2 белая пешка · c2 белая пешка · d2 белая пешка · f2 белая пешка · g2 белая пешка · h2 белая пешка · a1 белая ладья · b1 белый конь · c1 белый слон · d1 белый ферзь · e1 белый король · h1 белая ладья | a8 чёрная ладья · c8 чёрный слон · d8 чёрный ферзь · e8 чёрный король · f8 чёрный слон · g8 чёрный конь · h8 чёрная ладья · a7 чёрная пешка · b7 чёрная пешка · c7 чёрная пешка · d7 чёрная пешка · f7 чёрная пешка · g7 чёрная пешка · h7 чёрная пешка · e5 чёрная пешка · c4 белый слон · d4 чёрный конь · e4 белая пешка · f3 белый конь · a2 белая пешка · b2 белая пешка · c2 белая пешка · d2 белая пешка · f2 белая пешка · g2 белая пешка · h2 белая пешка · a1 белая ладья · b1 белый конь · c1 белый слон · d1 белый ферзь · e1 белый король · h1 белая ладья | a8 чёрная ладья · c8 чёрный слон · d8 чёрный ферзь · e8 чёрный король · f8 чёрный слон · g8 чёрный конь · h8 чёрная ладья · a7 чёрная пешка · b7 чёрная пешка · c7 чёрная пешка · d7 чёрная пешка · f7 чёрная пешка · g7 чёрная пешка · h7 чёрная пешка · e5 чёрная пешка · c4 белый слон · d4 чёрный конь · e4 белая пешка · f3 белый конь · a2 белая пешка · b2 белая пешка · c2 белая пешка · d2 белая пешка · f2 белая пешка · g2 белая пешка · h2 белая пешка · a1 белая ладья · b1 белый конь · c1 белый слон · d1 белый ферзь · e1 белый король · h1 белая ладья | a8 чёрная ладья · c8 чёрный слон · d8 чёрный ферзь · e8 чёрный король · f8 чёрный слон · g8 чёрный конь · h8 чёрная ладья · a7 чёрная пешка · b7 чёрная пешка · c7 чёрная пешка · d7 чёрная пешка · f7 чёрная пешка · g7 чёрная пешка · h7 чёрная пешка · e5 чёрная пешка · c4 белый слон · d4 чёрный конь · e4 белая пешка · f3 белый конь · a2 белая пешка · b2 белая пешка · c2 белая пешка · d2 белая пешка · f2 белая пешка · g2 белая пешка · h2 белая пешка · a1 белая ладья · b1 белый конь · c1 белый слон · d1 белый ферзь · e1 белый король · h1 белая ладья | 1 |
|   | a | b | c | d | e | f | g | h |   |

Именем Блэкберна названы «Блэкберн-мат» (двумя слонами при поддержке других фигур) и авантюрный «Гамбит Блэкберна» (1.e4 e5 2.Кf3 Кc6 3.Сc4 Кd4?!). Этот гамбит иногда называют «шиллинг-гамбит Блэкберна», поскольку Блэкберн часто применял его в играх на деньги (шиллинги) против любителей.
В течение двадцати лет Блэкберн входил в пятёрку сильнейших шахматистов мира. В период с 1862 по 1914 годы Блэкберн играет почти во всех значительных турнирах во всём мире.
В 1862 году Блэкберн играл в первом международном турнире в Лондоне. Блэкберн занял 9-е место, но победил Стейница в личной встрече. На этом турнире использовались песочные часы. В 1872 году Блэкберн занял 2-е место после Вильгельма Стейница на турнире в Лондоне. В 1873 году Блэкберн поделил с Вильгельмом Стейницем 1-е место на турнире в Вене, но проиграл Стейницу дополнительные партии. Первое место на турнире в Лондоне (1876), 10 очков из 11. Делёж первого-третьего места на турнире в Висбадене (1880). Первое место на турнире в Берлине (1881), где Блэкберн опередил на три очка Цукерторта, Чигорина и Винавера. Первое-второе место на турнире в Белфасте (1892). Первое место в Лондоне (1893). На очень сильном турнире в Манчестере (1890) Блэкберн занял второе место.
В 1895 году на турнире в Гастингсе в возрасте 53-х лет победил чемпиона мира Эмануила Ласкера, который был младше его на 27 лет. Этот успех является непревзойдённым рекордом спортивного долголетия среди членов символического клуба победителей чемпионов мира Михаила Чигорина.
Последний раз играл Блэкберн на международном турнире в возрасте 73-х лет. Это был турнир в Санкт-Петербурге в 1914 году. После этого турнира Блэкберн закончил свою карьеру шахматиста.

## Матчи
Менее уверенно Блэкберн выступал в матчах: из 12 сыгранных матчей выиграл 5, в том числе дважды у Г. Бёрда (1879, +5 −1 =1; 1888, +4 −1 =0); И. Гунсберга (1881, +7 −4 =3); И. Цукерторта (1887, +5 −1 =8); Дж. Макензи (1888, +2 −1 =1); 1 матч сыграл вничью с К. Барделебеном (1895, +3 −3 =3).
В матчах против сильнейших шахматистов Блэкберн не добился успехов. Он проиграл дважды В. Стейницу (1862/63, +1 −7 =2; 1876 +0 −7 =0); Э. Ласкеру (1892, +0 −6 =4) и И. Цукерторту (1881, +2 −7 =5).
Матч 1876 года против Стейница проходил в Лондоне и считался неофициальным матчем на первенство мира. Впервые в истории шахмат, чтобы наблюдать за игрой сильнейших шахматистов, зрители платили за вход.
Неоднократно возглавлял команду Великобритании на международных соревнованиях, в том числе в 9 матчах Великобритания — США по телеграфу (1896—1911); в 6 из них встречался с Г. Пильсбери (+2 −1 =3).
Популяризатор и пропагандист шахмат, ежегодно совершал поездки по Великобритании, выступал с многочисленными сеансами одновременной игры. Первым из европейских мастеров посетил Австралию (1885). Гастролировал на Кубе (1891).
Часто он давал сеансы игры вслепую. Его рекорд — игра вслепую на 16 досках.

## Примечательные партии

### Консультанты — Блэкберн
|   | a | b | c | d | e | f | g | h |   |
| - | --- | --- | --- | --- | --- | --- | --- | --- | - |
| 8 | a8 чёрная ладья · d8 чёрный ферзь · f8 чёрная ладья · g8 чёрный король · a7 чёрная пешка · b7 чёрная пешка · c7 чёрная пешка · f7 чёрная пешка · g7 чёрный слон · h7 чёрная пешка · g6 чёрная пешка · d5 чёрный конь · f5 чёрный слон · f4 белая пешка · b3 белый слон · f3 белый ферзь · a2 белая пешка · b2 белая пешка · c2 белая пешка · d2 белый слон · g2 белая пешка · h2 белая пешка · c1 белый король · d1 белая ладья · g1 белый конь · h1 белая ладья | a8 чёрная ладья · d8 чёрный ферзь · f8 чёрная ладья · g8 чёрный король · a7 чёрная пешка · b7 чёрная пешка · c7 чёрная пешка · f7 чёрная пешка · g7 чёрный слон · h7 чёрная пешка · g6 чёрная пешка · d5 чёрный конь · f5 чёрный слон · f4 белая пешка · b3 белый слон · f3 белый ферзь · a2 белая пешка · b2 белая пешка · c2 белая пешка · d2 белый слон · g2 белая пешка · h2 белая пешка · c1 белый король · d1 белая ладья · g1 белый конь · h1 белая ладья | a8 чёрная ладья · d8 чёрный ферзь · f8 чёрная ладья · g8 чёрный король · a7 чёрная пешка · b7 чёрная пешка · c7 чёрная пешка · f7 чёрная пешка · g7 чёрный слон · h7 чёрная пешка · g6 чёрная пешка · d5 чёрный конь · f5 чёрный слон · f4 белая пешка · b3 белый слон · f3 белый ферзь · a2 белая пешка · b2 белая пешка · c2 белая пешка · d2 белый слон · g2 белая пешка · h2 белая пешка · c1 белый король · d1 белая ладья · g1 белый конь · h1 белая ладья | a8 чёрная ладья · d8 чёрный ферзь · f8 чёрная ладья · g8 чёрный король · a7 чёрная пешка · b7 чёрная пешка · c7 чёрная пешка · f7 чёрная пешка · g7 чёрный слон · h7 чёрная пешка · g6 чёрная пешка · d5 чёрный конь · f5 чёрный слон · f4 белая пешка · b3 белый слон · f3 белый ферзь · a2 белая пешка · b2 белая пешка · c2 белая пешка · d2 белый слон · g2 белая пешка · h2 белая пешка · c1 белый король · d1 белая ладья · g1 белый конь · h1 белая ладья | a8 чёрная ладья · d8 чёрный ферзь · f8 чёрная ладья · g8 чёрный король · a7 чёрная пешка · b7 чёрная пешка · c7 чёрная пешка · f7 чёрная пешка · g7 чёрный слон · h7 чёрная пешка · g6 чёрная пешка · d5 чёрный конь · f5 чёрный слон · f4 белая пешка · b3 белый слон · f3 белый ферзь · a2 белая пешка · b2 белая пешка · c2 белая пешка · d2 белый слон · g2 белая пешка · h2 белая пешка · c1 белый король · d1 белая ладья · g1 белый конь · h1 белая ладья | a8 чёрная ладья · d8 чёрный ферзь · f8 чёрная ладья · g8 чёрный король · a7 чёрная пешка · b7 чёрная пешка · c7 чёрная пешка · f7 чёрная пешка · g7 чёрный слон · h7 чёрная пешка · g6 чёрная пешка · d5 чёрный конь · f5 чёрный слон · f4 белая пешка · b3 белый слон · f3 белый ферзь · a2 белая пешка · b2 белая пешка · c2 белая пешка · d2 белый слон · g2 белая пешка · h2 белая пешка · c1 белый король · d1 белая ладья · g1 белый конь · h1 белая ладья | a8 чёрная ладья · d8 чёрный ферзь · f8 чёрная ладья · g8 чёрный король · a7 чёрная пешка · b7 чёрная пешка · c7 чёрная пешка · f7 чёрная пешка · g7 чёрный слон · h7 чёрная пешка · g6 чёрная пешка · d5 чёрный конь · f5 чёрный слон · f4 белая пешка · b3 белый слон · f3 белый ферзь · a2 белая пешка · b2 белая пешка · c2 белая пешка · d2 белый слон · g2 белая пешка · h2 белая пешка · c1 белый король · d1 белая ладья · g1 белый конь · h1 белая ладья | a8 чёрная ладья · d8 чёрный ферзь · f8 чёрная ладья · g8 чёрный король · a7 чёрная пешка · b7 чёрная пешка · c7 чёрная пешка · f7 чёрная пешка · g7 чёрный слон · h7 чёрная пешка · g6 чёрная пешка · d5 чёрный конь · f5 чёрный слон · f4 белая пешка · b3 белый слон · f3 белый ферзь · a2 белая пешка · b2 белая пешка · c2 белая пешка · d2 белый слон · g2 белая пешка · h2 белая пешка · c1 белый король · d1 белая ладья · g1 белый конь · h1 белая ладья | 8 |
| 7 | a8 чёрная ладья · d8 чёрный ферзь · f8 чёрная ладья · g8 чёрный король · a7 чёрная пешка · b7 чёрная пешка · c7 чёрная пешка · f7 чёрная пешка · g7 чёрный слон · h7 чёрная пешка · g6 чёрная пешка · d5 чёрный конь · f5 чёрный слон · f4 белая пешка · b3 белый слон · f3 белый ферзь · a2 белая пешка · b2 белая пешка · c2 белая пешка · d2 белый слон · g2 белая пешка · h2 белая пешка · c1 белый король · d1 белая ладья · g1 белый конь · h1 белая ладья | a8 чёрная ладья · d8 чёрный ферзь · f8 чёрная ладья · g8 чёрный король · a7 чёрная пешка · b7 чёрная пешка · c7 чёрная пешка · f7 чёрная пешка · g7 чёрный слон · h7 чёрная пешка · g6 чёрная пешка · d5 чёрный конь · f5 чёрный слон · f4 белая пешка · b3 белый слон · f3 белый ферзь · a2 белая пешка · b2 белая пешка · c2 белая пешка · d2 белый слон · g2 белая пешка · h2 белая пешка · c1 белый король · d1 белая ладья · g1 белый конь · h1 белая ладья | a8 чёрная ладья · d8 чёрный ферзь · f8 чёрная ладья · g8 чёрный король · a7 чёрная пешка · b7 чёрная пешка · c7 чёрная пешка · f7 чёрная пешка · g7 чёрный слон · h7 чёрная пешка · g6 чёрная пешка · d5 чёрный конь · f5 чёрный слон · f4 белая пешка · b3 белый слон · f3 белый ферзь · a2 белая пешка · b2 белая пешка · c2 белая пешка · d2 белый слон · g2 белая пешка · h2 белая пешка · c1 белый король · d1 белая ладья · g1 белый конь · h1 белая ладья | a8 чёрная ладья · d8 чёрный ферзь · f8 чёрная ладья · g8 чёрный король · a7 чёрная пешка · b7 чёрная пешка · c7 чёрная пешка · f7 чёрная пешка · g7 чёрный слон · h7 чёрная пешка · g6 чёрная пешка · d5 чёрный конь · f5 чёрный слон · f4 белая пешка · b3 белый слон · f3 белый ферзь · a2 белая пешка · b2 белая пешка · c2 белая пешка · d2 белый слон · g2 белая пешка · h2 белая пешка · c1 белый король · d1 белая ладья · g1 белый конь · h1 белая ладья | a8 чёрная ладья · d8 чёрный ферзь · f8 чёрная ладья · g8 чёрный король · a7 чёрная пешка · b7 чёрная пешка · c7 чёрная пешка · f7 чёрная пешка · g7 чёрный слон · h7 чёрная пешка · g6 чёрная пешка · d5 чёрный конь · f5 чёрный слон · f4 белая пешка · b3 белый слон · f3 белый ферзь · a2 белая пешка · b2 белая пешка · c2 белая пешка · d2 белый слон · g2 белая пешка · h2 белая пешка · c1 белый король · d1 белая ладья · g1 белый конь · h1 белая ладья | a8 чёрная ладья · d8 чёрный ферзь · f8 чёрная ладья · g8 чёрный король · a7 чёрная пешка · b7 чёрная пешка · c7 чёрная пешка · f7 чёрная пешка · g7 чёрный слон · h7 чёрная пешка · g6 чёрная пешка · d5 чёрный конь · f5 чёрный слон · f4 белая пешка · b3 белый слон · f3 белый ферзь · a2 белая пешка · b2 белая пешка · c2 белая пешка · d2 белый слон · g2 белая пешка · h2 белая пешка · c1 белый король · d1 белая ладья · g1 белый конь · h1 белая ладья | a8 чёрная ладья · d8 чёрный ферзь · f8 чёрная ладья · g8 чёрный король · a7 чёрная пешка · b7 чёрная пешка · c7 чёрная пешка · f7 чёрная пешка · g7 чёрный слон · h7 чёрная пешка · g6 чёрная пешка · d5 чёрный конь · f5 чёрный слон · f4 белая пешка · b3 белый слон · f3 белый ферзь · a2 белая пешка · b2 белая пешка · c2 белая пешка · d2 белый слон · g2 белая пешка · h2 белая пешка · c1 белый король · d1 белая ладья · g1 белый конь · h1 белая ладья | a8 чёрная ладья · d8 чёрный ферзь · f8 чёрная ладья · g8 чёрный король · a7 чёрная пешка · b7 чёрная пешка · c7 чёрная пешка · f7 чёрная пешка · g7 чёрный слон · h7 чёрная пешка · g6 чёрная пешка · d5 чёрный конь · f5 чёрный слон · f4 белая пешка · b3 белый слон · f3 белый ферзь · a2 белая пешка · b2 белая пешка · c2 белая пешка · d2 белый слон · g2 белая пешка · h2 белая пешка · c1 белый король · d1 белая ладья · g1 белый конь · h1 белая ладья | 7 |
| 6 | a8 чёрная ладья · d8 чёрный ферзь · f8 чёрная ладья · g8 чёрный король · a7 чёрная пешка · b7 чёрная пешка · c7 чёрная пешка · f7 чёрная пешка · g7 чёрный слон · h7 чёрная пешка · g6 чёрная пешка · d5 чёрный конь · f5 чёрный слон · f4 белая пешка · b3 белый слон · f3 белый ферзь · a2 белая пешка · b2 белая пешка · c2 белая пешка · d2 белый слон · g2 белая пешка · h2 белая пешка · c1 белый король · d1 белая ладья · g1 белый конь · h1 белая ладья | a8 чёрная ладья · d8 чёрный ферзь · f8 чёрная ладья · g8 чёрный король · a7 чёрная пешка · b7 чёрная пешка · c7 чёрная пешка · f7 чёрная пешка · g7 чёрный слон · h7 чёрная пешка · g6 чёрная пешка · d5 чёрный конь · f5 чёрный слон · f4 белая пешка · b3 белый слон · f3 белый ферзь · a2 белая пешка · b2 белая пешка · c2 белая пешка · d2 белый слон · g2 белая пешка · h2 белая пешка · c1 белый король · d1 белая ладья · g1 белый конь · h1 белая ладья | a8 чёрная ладья · d8 чёрный ферзь · f8 чёрная ладья · g8 чёрный король · a7 чёрная пешка · b7 чёрная пешка · c7 чёрная пешка · f7 чёрная пешка · g7 чёрный слон · h7 чёрная пешка · g6 чёрная пешка · d5 чёрный конь · f5 чёрный слон · f4 белая пешка · b3 белый слон · f3 белый ферзь · a2 белая пешка · b2 белая пешка · c2 белая пешка · d2 белый слон · g2 белая пешка · h2 белая пешка · c1 белый король · d1 белая ладья · g1 белый конь · h1 белая ладья | a8 чёрная ладья · d8 чёрный ферзь · f8 чёрная ладья · g8 чёрный король · a7 чёрная пешка · b7 чёрная пешка · c7 чёрная пешка · f7 чёрная пешка · g7 чёрный слон · h7 чёрная пешка · g6 чёрная пешка · d5 чёрный конь · f5 чёрный слон · f4 белая пешка · b3 белый слон · f3 белый ферзь · a2 белая пешка · b2 белая пешка · c2 белая пешка · d2 белый слон · g2 белая пешка · h2 белая пешка · c1 белый король · d1 белая ладья · g1 белый конь · h1 белая ладья | a8 чёрная ладья · d8 чёрный ферзь · f8 чёрная ладья · g8 чёрный король · a7 чёрная пешка · b7 чёрная пешка · c7 чёрная пешка · f7 чёрная пешка · g7 чёрный слон · h7 чёрная пешка · g6 чёрная пешка · d5 чёрный конь · f5 чёрный слон · f4 белая пешка · b3 белый слон · f3 белый ферзь · a2 белая пешка · b2 белая пешка · c2 белая пешка · d2 белый слон · g2 белая пешка · h2 белая пешка · c1 белый король · d1 белая ладья · g1 белый конь · h1 белая ладья | a8 чёрная ладья · d8 чёрный ферзь · f8 чёрная ладья · g8 чёрный король · a7 чёрная пешка · b7 чёрная пешка · c7 чёрная пешка · f7 чёрная пешка · g7 чёрный слон · h7 чёрная пешка · g6 чёрная пешка · d5 чёрный конь · f5 чёрный слон · f4 белая пешка · b3 белый слон · f3 белый ферзь · a2 белая пешка · b2 белая пешка · c2 белая пешка · d2 белый слон · g2 белая пешка · h2 белая пешка · c1 белый король · d1 белая ладья · g1 белый конь · h1 белая ладья | a8 чёрная ладья · d8 чёрный ферзь · f8 чёрная ладья · g8 чёрный король · a7 чёрная пешка · b7 чёрная пешка · c7 чёрная пешка · f7 чёрная пешка · g7 чёрный слон · h7 чёрная пешка · g6 чёрная пешка · d5 чёрный конь · f5 чёрный слон · f4 белая пешка · b3 белый слон · f3 белый ферзь · a2 белая пешка · b2 белая пешка · c2 белая пешка · d2 белый слон · g2 белая пешка · h2 белая пешка · c1 белый король · d1 белая ладья · g1 белый конь · h1 белая ладья | a8 чёрная ладья · d8 чёрный ферзь · f8 чёрная ладья · g8 чёрный король · a7 чёрная пешка · b7 чёрная пешка · c7 чёрная пешка · f7 чёрная пешка · g7 чёрный слон · h7 чёрная пешка · g6 чёрная пешка · d5 чёрный конь · f5 чёрный слон · f4 белая пешка · b3 белый слон · f3 белый ферзь · a2 белая пешка · b2 белая пешка · c2 белая пешка · d2 белый слон · g2 белая пешка · h2 белая пешка · c1 белый король · d1 белая ладья · g1 белый конь · h1 белая ладья | 6 |
| 5 | a8 чёрная ладья · d8 чёрный ферзь · f8 чёрная ладья · g8 чёрный король · a7 чёрная пешка · b7 чёрная пешка · c7 чёрная пешка · f7 чёрная пешка · g7 чёрный слон · h7 чёрная пешка · g6 чёрная пешка · d5 чёрный конь · f5 чёрный слон · f4 белая пешка · b3 белый слон · f3 белый ферзь · a2 белая пешка · b2 белая пешка · c2 белая пешка · d2 белый слон · g2 белая пешка · h2 белая пешка · c1 белый король · d1 белая ладья · g1 белый конь · h1 белая ладья | a8 чёрная ладья · d8 чёрный ферзь · f8 чёрная ладья · g8 чёрный король · a7 чёрная пешка · b7 чёрная пешка · c7 чёрная пешка · f7 чёрная пешка · g7 чёрный слон · h7 чёрная пешка · g6 чёрная пешка · d5 чёрный конь · f5 чёрный слон · f4 белая пешка · b3 белый слон · f3 белый ферзь · a2 белая пешка · b2 белая пешка · c2 белая пешка · d2 белый слон · g2 белая пешка · h2 белая пешка · c1 белый король · d1 белая ладья · g1 белый конь · h1 белая ладья | a8 чёрная ладья · d8 чёрный ферзь · f8 чёрная ладья · g8 чёрный король · a7 чёрная пешка · b7 чёрная пешка · c7 чёрная пешка · f7 чёрная пешка · g7 чёрный слон · h7 чёрная пешка · g6 чёрная пешка · d5 чёрный конь · f5 чёрный слон · f4 белая пешка · b3 белый слон · f3 белый ферзь · a2 белая пешка · b2 белая пешка · c2 белая пешка · d2 белый слон · g2 белая пешка · h2 белая пешка · c1 белый король · d1 белая ладья · g1 белый конь · h1 белая ладья | a8 чёрная ладья · d8 чёрный ферзь · f8 чёрная ладья · g8 чёрный король · a7 чёрная пешка · b7 чёрная пешка · c7 чёрная пешка · f7 чёрная пешка · g7 чёрный слон · h7 чёрная пешка · g6 чёрная пешка · d5 чёрный конь · f5 чёрный слон · f4 белая пешка · b3 белый слон · f3 белый ферзь · a2 белая пешка · b2 белая пешка · c2 белая пешка · d2 белый слон · g2 белая пешка · h2 белая пешка · c1 белый король · d1 белая ладья · g1 белый конь · h1 белая ладья | a8 чёрная ладья · d8 чёрный ферзь · f8 чёрная ладья · g8 чёрный король · a7 чёрная пешка · b7 чёрная пешка · c7 чёрная пешка · f7 чёрная пешка · g7 чёрный слон · h7 чёрная пешка · g6 чёрная пешка · d5 чёрный конь · f5 чёрный слон · f4 белая пешка · b3 белый слон · f3 белый ферзь · a2 белая пешка · b2 белая пешка · c2 белая пешка · d2 белый слон · g2 белая пешка · h2 белая пешка · c1 белый король · d1 белая ладья · g1 белый конь · h1 белая ладья | a8 чёрная ладья · d8 чёрный ферзь · f8 чёрная ладья · g8 чёрный король · a7 чёрная пешка · b7 чёрная пешка · c7 чёрная пешка · f7 чёрная пешка · g7 чёрный слон · h7 чёрная пешка · g6 чёрная пешка · d5 чёрный конь · f5 чёрный слон · f4 белая пешка · b3 белый слон · f3 белый ферзь · a2 белая пешка · b2 белая пешка · c2 белая пешка · d2 белый слон · g2 белая пешка · h2 белая пешка · c1 белый король · d1 белая ладья · g1 белый конь · h1 белая ладья | a8 чёрная ладья · d8 чёрный ферзь · f8 чёрная ладья · g8 чёрный король · a7 чёрная пешка · b7 чёрная пешка · c7 чёрная пешка · f7 чёрная пешка · g7 чёрный слон · h7 чёрная пешка · g6 чёрная пешка · d5 чёрный конь · f5 чёрный слон · f4 белая пешка · b3 белый слон · f3 белый ферзь · a2 белая пешка · b2 белая пешка · c2 белая пешка · d2 белый слон · g2 белая пешка · h2 белая пешка · c1 белый король · d1 белая ладья · g1 белый конь · h1 белая ладья | a8 чёрная ладья · d8 чёрный ферзь · f8 чёрная ладья · g8 чёрный король · a7 чёрная пешка · b7 чёрная пешка · c7 чёрная пешка · f7 чёрная пешка · g7 чёрный слон · h7 чёрная пешка · g6 чёрная пешка · d5 чёрный конь · f5 чёрный слон · f4 белая пешка · b3 белый слон · f3 белый ферзь · a2 белая пешка · b2 белая пешка · c2 белая пешка · d2 белый слон · g2 белая пешка · h2 белая пешка · c1 белый король · d1 белая ладья · g1 белый конь · h1 белая ладья | 5 |
| 4 | a8 чёрная ладья · d8 чёрный ферзь · f8 чёрная ладья · g8 чёрный король · a7 чёрная пешка · b7 чёрная пешка · c7 чёрная пешка · f7 чёрная пешка · g7 чёрный слон · h7 чёрная пешка · g6 чёрная пешка · d5 чёрный конь · f5 чёрный слон · f4 белая пешка · b3 белый слон · f3 белый ферзь · a2 белая пешка · b2 белая пешка · c2 белая пешка · d2 белый слон · g2 белая пешка · h2 белая пешка · c1 белый король · d1 белая ладья · g1 белый конь · h1 белая ладья | a8 чёрная ладья · d8 чёрный ферзь · f8 чёрная ладья · g8 чёрный король · a7 чёрная пешка · b7 чёрная пешка · c7 чёрная пешка · f7 чёрная пешка · g7 чёрный слон · h7 чёрная пешка · g6 чёрная пешка · d5 чёрный конь · f5 чёрный слон · f4 белая пешка · b3 белый слон · f3 белый ферзь · a2 белая пешка · b2 белая пешка · c2 белая пешка · d2 белый слон · g2 белая пешка · h2 белая пешка · c1 белый король · d1 белая ладья · g1 белый конь · h1 белая ладья | a8 чёрная ладья · d8 чёрный ферзь · f8 чёрная ладья · g8 чёрный король · a7 чёрная пешка · b7 чёрная пешка · c7 чёрная пешка · f7 чёрная пешка · g7 чёрный слон · h7 чёрная пешка · g6 чёрная пешка · d5 чёрный конь · f5 чёрный слон · f4 белая пешка · b3 белый слон · f3 белый ферзь · a2 белая пешка · b2 белая пешка · c2 белая пешка · d2 белый слон · g2 белая пешка · h2 белая пешка · c1 белый король · d1 белая ладья · g1 белый конь · h1 белая ладья | a8 чёрная ладья · d8 чёрный ферзь · f8 чёрная ладья · g8 чёрный король · a7 чёрная пешка · b7 чёрная пешка · c7 чёрная пешка · f7 чёрная пешка · g7 чёрный слон · h7 чёрная пешка · g6 чёрная пешка · d5 чёрный конь · f5 чёрный слон · f4 белая пешка · b3 белый слон · f3 белый ферзь · a2 белая пешка · b2 белая пешка · c2 белая пешка · d2 белый слон · g2 белая пешка · h2 белая пешка · c1 белый король · d1 белая ладья · g1 белый конь · h1 белая ладья | a8 чёрная ладья · d8 чёрный ферзь · f8 чёрная ладья · g8 чёрный король · a7 чёрная пешка · b7 чёрная пешка · c7 чёрная пешка · f7 чёрная пешка · g7 чёрный слон · h7 чёрная пешка · g6 чёрная пешка · d5 чёрный конь · f5 чёрный слон · f4 белая пешка · b3 белый слон · f3 белый ферзь · a2 белая пешка · b2 белая пешка · c2 белая пешка · d2 белый слон · g2 белая пешка · h2 белая пешка · c1 белый король · d1 белая ладья · g1 белый конь · h1 белая ладья | a8 чёрная ладья · d8 чёрный ферзь · f8 чёрная ладья · g8 чёрный король · a7 чёрная пешка · b7 чёрная пешка · c7 чёрная пешка · f7 чёрная пешка · g7 чёрный слон · h7 чёрная пешка · g6 чёрная пешка · d5 чёрный конь · f5 чёрный слон · f4 белая пешка · b3 белый слон · f3 белый ферзь · a2 белая пешка · b2 белая пешка · c2 белая пешка · d2 белый слон · g2 белая пешка · h2 белая пешка · c1 белый король · d1 белая ладья · g1 белый конь · h1 белая ладья | a8 чёрная ладья · d8 чёрный ферзь · f8 чёрная ладья · g8 чёрный король · a7 чёрная пешка · b7 чёрная пешка · c7 чёрная пешка · f7 чёрная пешка · g7 чёрный слон · h7 чёрная пешка · g6 чёрная пешка · d5 чёрный конь · f5 чёрный слон · f4 белая пешка · b3 белый слон · f3 белый ферзь · a2 белая пешка · b2 белая пешка · c2 белая пешка · d2 белый слон · g2 белая пешка · h2 белая пешка · c1 белый король · d1 белая ладья · g1 белый конь · h1 белая ладья | a8 чёрная ладья · d8 чёрный ферзь · f8 чёрная ладья · g8 чёрный король · a7 чёрная пешка · b7 чёрная пешка · c7 чёрная пешка · f7 чёрная пешка · g7 чёрный слон · h7 чёрная пешка · g6 чёрная пешка · d5 чёрный конь · f5 чёрный слон · f4 белая пешка · b3 белый слон · f3 белый ферзь · a2 белая пешка · b2 белая пешка · c2 белая пешка · d2 белый слон · g2 белая пешка · h2 белая пешка · c1 белый король · d1 белая ладья · g1 белый конь · h1 белая ладья | 4 |
| 3 | a8 чёрная ладья · d8 чёрный ферзь · f8 чёрная ладья · g8 чёрный король · a7 чёрная пешка · b7 чёрная пешка · c7 чёрная пешка · f7 чёрная пешка · g7 чёрный слон · h7 чёрная пешка · g6 чёрная пешка · d5 чёрный конь · f5 чёрный слон · f4 белая пешка · b3 белый слон · f3 белый ферзь · a2 белая пешка · b2 белая пешка · c2 белая пешка · d2 белый слон · g2 белая пешка · h2 белая пешка · c1 белый король · d1 белая ладья · g1 белый конь · h1 белая ладья | a8 чёрная ладья · d8 чёрный ферзь · f8 чёрная ладья · g8 чёрный король · a7 чёрная пешка · b7 чёрная пешка · c7 чёрная пешка · f7 чёрная пешка · g7 чёрный слон · h7 чёрная пешка · g6 чёрная пешка · d5 чёрный конь · f5 чёрный слон · f4 белая пешка · b3 белый слон · f3 белый ферзь · a2 белая пешка · b2 белая пешка · c2 белая пешка · d2 белый слон · g2 белая пешка · h2 белая пешка · c1 белый король · d1 белая ладья · g1 белый конь · h1 белая ладья | a8 чёрная ладья · d8 чёрный ферзь · f8 чёрная ладья · g8 чёрный король · a7 чёрная пешка · b7 чёрная пешка · c7 чёрная пешка · f7 чёрная пешка · g7 чёрный слон · h7 чёрная пешка · g6 чёрная пешка · d5 чёрный конь · f5 чёрный слон · f4 белая пешка · b3 белый слон · f3 белый ферзь · a2 белая пешка · b2 белая пешка · c2 белая пешка · d2 белый слон · g2 белая пешка · h2 белая пешка · c1 белый король · d1 белая ладья · g1 белый конь · h1 белая ладья | a8 чёрная ладья · d8 чёрный ферзь · f8 чёрная ладья · g8 чёрный король · a7 чёрная пешка · b7 чёрная пешка · c7 чёрная пешка · f7 чёрная пешка · g7 чёрный слон · h7 чёрная пешка · g6 чёрная пешка · d5 чёрный конь · f5 чёрный слон · f4 белая пешка · b3 белый слон · f3 белый ферзь · a2 белая пешка · b2 белая пешка · c2 белая пешка · d2 белый слон · g2 белая пешка · h2 белая пешка · c1 белый король · d1 белая ладья · g1 белый конь · h1 белая ладья | a8 чёрная ладья · d8 чёрный ферзь · f8 чёрная ладья · g8 чёрный король · a7 чёрная пешка · b7 чёрная пешка · c7 чёрная пешка · f7 чёрная пешка · g7 чёрный слон · h7 чёрная пешка · g6 чёрная пешка · d5 чёрный конь · f5 чёрный слон · f4 белая пешка · b3 белый слон · f3 белый ферзь · a2 белая пешка · b2 белая пешка · c2 белая пешка · d2 белый слон · g2 белая пешка · h2 белая пешка · c1 белый король · d1 белая ладья · g1 белый конь · h1 белая ладья | a8 чёрная ладья · d8 чёрный ферзь · f8 чёрная ладья · g8 чёрный король · a7 чёрная пешка · b7 чёрная пешка · c7 чёрная пешка · f7 чёрная пешка · g7 чёрный слон · h7 чёрная пешка · g6 чёрная пешка · d5 чёрный конь · f5 чёрный слон · f4 белая пешка · b3 белый слон · f3 белый ферзь · a2 белая пешка · b2 белая пешка · c2 белая пешка · d2 белый слон · g2 белая пешка · h2 белая пешка · c1 белый король · d1 белая ладья · g1 белый конь · h1 белая ладья | a8 чёрная ладья · d8 чёрный ферзь · f8 чёрная ладья · g8 чёрный король · a7 чёрная пешка · b7 чёрная пешка · c7 чёрная пешка · f7 чёрная пешка · g7 чёрный слон · h7 чёрная пешка · g6 чёрная пешка · d5 чёрный конь · f5 чёрный слон · f4 белая пешка · b3 белый слон · f3 белый ферзь · a2 белая пешка · b2 белая пешка · c2 белая пешка · d2 белый слон · g2 белая пешка · h2 белая пешка · c1 белый король · d1 белая ладья · g1 белый конь · h1 белая ладья | a8 чёрная ладья · d8 чёрный ферзь · f8 чёрная ладья · g8 чёрный король · a7 чёрная пешка · b7 чёрная пешка · c7 чёрная пешка · f7 чёрная пешка · g7 чёрный слон · h7 чёрная пешка · g6 чёрная пешка · d5 чёрный конь · f5 чёрный слон · f4 белая пешка · b3 белый слон · f3 белый ферзь · a2 белая пешка · b2 белая пешка · c2 белая пешка · d2 белый слон · g2 белая пешка · h2 белая пешка · c1 белый король · d1 белая ладья · g1 белый конь · h1 белая ладья | 3 |
| 2 | a8 чёрная ладья · d8 чёрный ферзь · f8 чёрная ладья · g8 чёрный король · a7 чёрная пешка · b7 чёрная пешка · c7 чёрная пешка · f7 чёрная пешка · g7 чёрный слон · h7 чёрная пешка · g6 чёрная пешка · d5 чёрный конь · f5 чёрный слон · f4 белая пешка · b3 белый слон · f3 белый ферзь · a2 белая пешка · b2 белая пешка · c2 белая пешка · d2 белый слон · g2 белая пешка · h2 белая пешка · c1 белый король · d1 белая ладья · g1 белый конь · h1 белая ладья | a8 чёрная ладья · d8 чёрный ферзь · f8 чёрная ладья · g8 чёрный король · a7 чёрная пешка · b7 чёрная пешка · c7 чёрная пешка · f7 чёрная пешка · g7 чёрный слон · h7 чёрная пешка · g6 чёрная пешка · d5 чёрный конь · f5 чёрный слон · f4 белая пешка · b3 белый слон · f3 белый ферзь · a2 белая пешка · b2 белая пешка · c2 белая пешка · d2 белый слон · g2 белая пешка · h2 белая пешка · c1 белый король · d1 белая ладья · g1 белый конь · h1 белая ладья | a8 чёрная ладья · d8 чёрный ферзь · f8 чёрная ладья · g8 чёрный король · a7 чёрная пешка · b7 чёрная пешка · c7 чёрная пешка · f7 чёрная пешка · g7 чёрный слон · h7 чёрная пешка · g6 чёрная пешка · d5 чёрный конь · f5 чёрный слон · f4 белая пешка · b3 белый слон · f3 белый ферзь · a2 белая пешка · b2 белая пешка · c2 белая пешка · d2 белый слон · g2 белая пешка · h2 белая пешка · c1 белый король · d1 белая ладья · g1 белый конь · h1 белая ладья | a8 чёрная ладья · d8 чёрный ферзь · f8 чёрная ладья · g8 чёрный король · a7 чёрная пешка · b7 чёрная пешка · c7 чёрная пешка · f7 чёрная пешка · g7 чёрный слон · h7 чёрная пешка · g6 чёрная пешка · d5 чёрный конь · f5 чёрный слон · f4 белая пешка · b3 белый слон · f3 белый ферзь · a2 белая пешка · b2 белая пешка · c2 белая пешка · d2 белый слон · g2 белая пешка · h2 белая пешка · c1 белый король · d1 белая ладья · g1 белый конь · h1 белая ладья | a8 чёрная ладья · d8 чёрный ферзь · f8 чёрная ладья · g8 чёрный король · a7 чёрная пешка · b7 чёрная пешка · c7 чёрная пешка · f7 чёрная пешка · g7 чёрный слон · h7 чёрная пешка · g6 чёрная пешка · d5 чёрный конь · f5 чёрный слон · f4 белая пешка · b3 белый слон · f3 белый ферзь · a2 белая пешка · b2 белая пешка · c2 белая пешка · d2 белый слон · g2 белая пешка · h2 белая пешка · c1 белый король · d1 белая ладья · g1 белый конь · h1 белая ладья | a8 чёрная ладья · d8 чёрный ферзь · f8 чёрная ладья · g8 чёрный король · a7 чёрная пешка · b7 чёрная пешка · c7 чёрная пешка · f7 чёрная пешка · g7 чёрный слон · h7 чёрная пешка · g6 чёрная пешка · d5 чёрный конь · f5 чёрный слон · f4 белая пешка · b3 белый слон · f3 белый ферзь · a2 белая пешка · b2 белая пешка · c2 белая пешка · d2 белый слон · g2 белая пешка · h2 белая пешка · c1 белый король · d1 белая ладья · g1 белый конь · h1 белая ладья | a8 чёрная ладья · d8 чёрный ферзь · f8 чёрная ладья · g8 чёрный король · a7 чёрная пешка · b7 чёрная пешка · c7 чёрная пешка · f7 чёрная пешка · g7 чёрный слон · h7 чёрная пешка · g6 чёрная пешка · d5 чёрный конь · f5 чёрный слон · f4 белая пешка · b3 белый слон · f3 белый ферзь · a2 белая пешка · b2 белая пешка · c2 белая пешка · d2 белый слон · g2 белая пешка · h2 белая пешка · c1 белый король · d1 белая ладья · g1 белый конь · h1 белая ладья | a8 чёрная ладья · d8 чёрный ферзь · f8 чёрная ладья · g8 чёрный король · a7 чёрная пешка · b7 чёрная пешка · c7 чёрная пешка · f7 чёрная пешка · g7 чёрный слон · h7 чёрная пешка · g6 чёрная пешка · d5 чёрный конь · f5 чёрный слон · f4 белая пешка · b3 белый слон · f3 белый ферзь · a2 белая пешка · b2 белая пешка · c2 белая пешка · d2 белый слон · g2 белая пешка · h2 белая пешка · c1 белый король · d1 белая ладья · g1 белый конь · h1 белая ладья | 2 |
| 1 | a8 чёрная ладья · d8 чёрный ферзь · f8 чёрная ладья · g8 чёрный король · a7 чёрная пешка · b7 чёрная пешка · c7 чёрная пешка · f7 чёрная пешка · g7 чёрный слон · h7 чёрная пешка · g6 чёрная пешка · d5 чёрный конь · f5 чёрный слон · f4 белая пешка · b3 белый слон · f3 белый ферзь · a2 белая пешка · b2 белая пешка · c2 белая пешка · d2 белый слон · g2 белая пешка · h2 белая пешка · c1 белый король · d1 белая ладья · g1 белый конь · h1 белая ладья | a8 чёрная ладья · d8 чёрный ферзь · f8 чёрная ладья · g8 чёрный король · a7 чёрная пешка · b7 чёрная пешка · c7 чёрная пешка · f7 чёрная пешка · g7 чёрный слон · h7 чёрная пешка · g6 чёрная пешка · d5 чёрный конь · f5 чёрный слон · f4 белая пешка · b3 белый слон · f3 белый ферзь · a2 белая пешка · b2 белая пешка · c2 белая пешка · d2 белый слон · g2 белая пешка · h2 белая пешка · c1 белый король · d1 белая ладья · g1 белый конь · h1 белая ладья | a8 чёрная ладья · d8 чёрный ферзь · f8 чёрная ладья · g8 чёрный король · a7 чёрная пешка · b7 чёрная пешка · c7 чёрная пешка · f7 чёрная пешка · g7 чёрный слон · h7 чёрная пешка · g6 чёрная пешка · d5 чёрный конь · f5 чёрный слон · f4 белая пешка · b3 белый слон · f3 белый ферзь · a2 белая пешка · b2 белая пешка · c2 белая пешка · d2 белый слон · g2 белая пешка · h2 белая пешка · c1 белый король · d1 белая ладья · g1 белый конь · h1 белая ладья | a8 чёрная ладья · d8 чёрный ферзь · f8 чёрная ладья · g8 чёрный король · a7 чёрная пешка · b7 чёрная пешка · c7 чёрная пешка · f7 чёрная пешка · g7 чёрный слон · h7 чёрная пешка · g6 чёрная пешка · d5 чёрный конь · f5 чёрный слон · f4 белая пешка · b3 белый слон · f3 белый ферзь · a2 белая пешка · b2 белая пешка · c2 белая пешка · d2 белый слон · g2 белая пешка · h2 белая пешка · c1 белый король · d1 белая ладья · g1 белый конь · h1 белая ладья | a8 чёрная ладья · d8 чёрный ферзь · f8 чёрная ладья · g8 чёрный король · a7 чёрная пешка · b7 чёрная пешка · c7 чёрная пешка · f7 чёрная пешка · g7 чёрный слон · h7 чёрная пешка · g6 чёрная пешка · d5 чёрный конь · f5 чёрный слон · f4 белая пешка · b3 белый слон · f3 белый ферзь · a2 белая пешка · b2 белая пешка · c2 белая пешка · d2 белый слон · g2 белая пешка · h2 белая пешка · c1 белый король · d1 белая ладья · g1 белый конь · h1 белая ладья | a8 чёрная ладья · d8 чёрный ферзь · f8 чёрная ладья · g8 чёрный король · a7 чёрная пешка · b7 чёрная пешка · c7 чёрная пешка · f7 чёрная пешка · g7 чёрный слон · h7 чёрная пешка · g6 чёрная пешка · d5 чёрный конь · f5 чёрный слон · f4 белая пешка · b3 белый слон · f3 белый ферзь · a2 белая пешка · b2 белая пешка · c2 белая пешка · d2 белый слон · g2 белая пешка · h2 белая пешка · c1 белый король · d1 белая ладья · g1 белый конь · h1 белая ладья | a8 чёрная ладья · d8 чёрный ферзь · f8 чёрная ладья · g8 чёрный король · a7 чёрная пешка · b7 чёрная пешка · c7 чёрная пешка · f7 чёрная пешка · g7 чёрный слон · h7 чёрная пешка · g6 чёрная пешка · d5 чёрный конь · f5 чёрный слон · f4 белая пешка · b3 белый слон · f3 белый ферзь · a2 белая пешка · b2 белая пешка · c2 белая пешка · d2 белый слон · g2 белая пешка · h2 белая пешка · c1 белый король · d1 белая ладья · g1 белый конь · h1 белая ладья | a8 чёрная ладья · d8 чёрный ферзь · f8 чёрная ладья · g8 чёрный король · a7 чёрная пешка · b7 чёрная пешка · c7 чёрная пешка · f7 чёрная пешка · g7 чёрный слон · h7 чёрная пешка · g6 чёрная пешка · d5 чёрный конь · f5 чёрный слон · f4 белая пешка · b3 белый слон · f3 белый ферзь · a2 белая пешка · b2 белая пешка · c2 белая пешка · d2 белый слон · g2 белая пешка · h2 белая пешка · c1 белый король · d1 белая ладья · g1 белый конь · h1 белая ладья | 1 |
|   | a | b | c | d | e | f | g | h |   |

1. е4 е5 2. d4 ed 3. Ф:d4 Кс6 4. Фе3 g6 5. Сd2 Сg7 6. Кс3 Кgе7 7. O-O-O O-O 8. f4 d5 9. ed Кb4 10. Сс4 Сf5 11. Сb3 Кe: d5 12. К:d5 К:d5 13. Фf3 (см. диаграмму)

Следует яркий финал, насыщенный тактическими идеями.

13 …Фf6! 14. c3 Кb4! 15. Сc4 Фа6! 16. g4 Ф:а2! 17. Сe3 С:c3!, 0 : 1

### Эм. Ласкер— Блэкберн
|   | a | b | c | d | e | f | g | h |   |
| - | --- | --- | --- | --- | --- | --- | --- | --- | - |
| 8 | c8 чёрная ладья · e8 чёрный король · h8 чёрная ладья · f7 чёрная пешка · d6 чёрная пешка · e6 чёрный слон · a5 чёрная пешка · b5 белая пешка · c5 чёрный конь · d5 белый конь · e5 чёрная пешка · g5 чёрный ферзь · a4 белая пешка · e4 белая пешка · f4 чёрный слон · g4 чёрный конь · f3 белая пешка · g3 белый слон · c2 белый слон · g2 белая пешка · b1 белая ладья · d1 белый ферзь · e1 белая ладья · f1 белый конь · g1 белый король | c8 чёрная ладья · e8 чёрный король · h8 чёрная ладья · f7 чёрная пешка · d6 чёрная пешка · e6 чёрный слон · a5 чёрная пешка · b5 белая пешка · c5 чёрный конь · d5 белый конь · e5 чёрная пешка · g5 чёрный ферзь · a4 белая пешка · e4 белая пешка · f4 чёрный слон · g4 чёрный конь · f3 белая пешка · g3 белый слон · c2 белый слон · g2 белая пешка · b1 белая ладья · d1 белый ферзь · e1 белая ладья · f1 белый конь · g1 белый король | c8 чёрная ладья · e8 чёрный король · h8 чёрная ладья · f7 чёрная пешка · d6 чёрная пешка · e6 чёрный слон · a5 чёрная пешка · b5 белая пешка · c5 чёрный конь · d5 белый конь · e5 чёрная пешка · g5 чёрный ферзь · a4 белая пешка · e4 белая пешка · f4 чёрный слон · g4 чёрный конь · f3 белая пешка · g3 белый слон · c2 белый слон · g2 белая пешка · b1 белая ладья · d1 белый ферзь · e1 белая ладья · f1 белый конь · g1 белый король | c8 чёрная ладья · e8 чёрный король · h8 чёрная ладья · f7 чёрная пешка · d6 чёрная пешка · e6 чёрный слон · a5 чёрная пешка · b5 белая пешка · c5 чёрный конь · d5 белый конь · e5 чёрная пешка · g5 чёрный ферзь · a4 белая пешка · e4 белая пешка · f4 чёрный слон · g4 чёрный конь · f3 белая пешка · g3 белый слон · c2 белый слон · g2 белая пешка · b1 белая ладья · d1 белый ферзь · e1 белая ладья · f1 белый конь · g1 белый король | c8 чёрная ладья · e8 чёрный король · h8 чёрная ладья · f7 чёрная пешка · d6 чёрная пешка · e6 чёрный слон · a5 чёрная пешка · b5 белая пешка · c5 чёрный конь · d5 белый конь · e5 чёрная пешка · g5 чёрный ферзь · a4 белая пешка · e4 белая пешка · f4 чёрный слон · g4 чёрный конь · f3 белая пешка · g3 белый слон · c2 белый слон · g2 белая пешка · b1 белая ладья · d1 белый ферзь · e1 белая ладья · f1 белый конь · g1 белый король | c8 чёрная ладья · e8 чёрный король · h8 чёрная ладья · f7 чёрная пешка · d6 чёрная пешка · e6 чёрный слон · a5 чёрная пешка · b5 белая пешка · c5 чёрный конь · d5 белый конь · e5 чёрная пешка · g5 чёрный ферзь · a4 белая пешка · e4 белая пешка · f4 чёрный слон · g4 чёрный конь · f3 белая пешка · g3 белый слон · c2 белый слон · g2 белая пешка · b1 белая ладья · d1 белый ферзь · e1 белая ладья · f1 белый конь · g1 белый король | c8 чёрная ладья · e8 чёрный король · h8 чёрная ладья · f7 чёрная пешка · d6 чёрная пешка · e6 чёрный слон · a5 чёрная пешка · b5 белая пешка · c5 чёрный конь · d5 белый конь · e5 чёрная пешка · g5 чёрный ферзь · a4 белая пешка · e4 белая пешка · f4 чёрный слон · g4 чёрный конь · f3 белая пешка · g3 белый слон · c2 белый слон · g2 белая пешка · b1 белая ладья · d1 белый ферзь · e1 белая ладья · f1 белый конь · g1 белый король | c8 чёрная ладья · e8 чёрный король · h8 чёрная ладья · f7 чёрная пешка · d6 чёрная пешка · e6 чёрный слон · a5 чёрная пешка · b5 белая пешка · c5 чёрный конь · d5 белый конь · e5 чёрная пешка · g5 чёрный ферзь · a4 белая пешка · e4 белая пешка · f4 чёрный слон · g4 чёрный конь · f3 белая пешка · g3 белый слон · c2 белый слон · g2 белая пешка · b1 белая ладья · d1 белый ферзь · e1 белая ладья · f1 белый конь · g1 белый король | 8 |
| 7 | c8 чёрная ладья · e8 чёрный король · h8 чёрная ладья · f7 чёрная пешка · d6 чёрная пешка · e6 чёрный слон · a5 чёрная пешка · b5 белая пешка · c5 чёрный конь · d5 белый конь · e5 чёрная пешка · g5 чёрный ферзь · a4 белая пешка · e4 белая пешка · f4 чёрный слон · g4 чёрный конь · f3 белая пешка · g3 белый слон · c2 белый слон · g2 белая пешка · b1 белая ладья · d1 белый ферзь · e1 белая ладья · f1 белый конь · g1 белый король | c8 чёрная ладья · e8 чёрный король · h8 чёрная ладья · f7 чёрная пешка · d6 чёрная пешка · e6 чёрный слон · a5 чёрная пешка · b5 белая пешка · c5 чёрный конь · d5 белый конь · e5 чёрная пешка · g5 чёрный ферзь · a4 белая пешка · e4 белая пешка · f4 чёрный слон · g4 чёрный конь · f3 белая пешка · g3 белый слон · c2 белый слон · g2 белая пешка · b1 белая ладья · d1 белый ферзь · e1 белая ладья · f1 белый конь · g1 белый король | c8 чёрная ладья · e8 чёрный король · h8 чёрная ладья · f7 чёрная пешка · d6 чёрная пешка · e6 чёрный слон · a5 чёрная пешка · b5 белая пешка · c5 чёрный конь · d5 белый конь · e5 чёрная пешка · g5 чёрный ферзь · a4 белая пешка · e4 белая пешка · f4 чёрный слон · g4 чёрный конь · f3 белая пешка · g3 белый слон · c2 белый слон · g2 белая пешка · b1 белая ладья · d1 белый ферзь · e1 белая ладья · f1 белый конь · g1 белый король | c8 чёрная ладья · e8 чёрный король · h8 чёрная ладья · f7 чёрная пешка · d6 чёрная пешка · e6 чёрный слон · a5 чёрная пешка · b5 белая пешка · c5 чёрный конь · d5 белый конь · e5 чёрная пешка · g5 чёрный ферзь · a4 белая пешка · e4 белая пешка · f4 чёрный слон · g4 чёрный конь · f3 белая пешка · g3 белый слон · c2 белый слон · g2 белая пешка · b1 белая ладья · d1 белый ферзь · e1 белая ладья · f1 белый конь · g1 белый король | c8 чёрная ладья · e8 чёрный король · h8 чёрная ладья · f7 чёрная пешка · d6 чёрная пешка · e6 чёрный слон · a5 чёрная пешка · b5 белая пешка · c5 чёрный конь · d5 белый конь · e5 чёрная пешка · g5 чёрный ферзь · a4 белая пешка · e4 белая пешка · f4 чёрный слон · g4 чёрный конь · f3 белая пешка · g3 белый слон · c2 белый слон · g2 белая пешка · b1 белая ладья · d1 белый ферзь · e1 белая ладья · f1 белый конь · g1 белый король | c8 чёрная ладья · e8 чёрный король · h8 чёрная ладья · f7 чёрная пешка · d6 чёрная пешка · e6 чёрный слон · a5 чёрная пешка · b5 белая пешка · c5 чёрный конь · d5 белый конь · e5 чёрная пешка · g5 чёрный ферзь · a4 белая пешка · e4 белая пешка · f4 чёрный слон · g4 чёрный конь · f3 белая пешка · g3 белый слон · c2 белый слон · g2 белая пешка · b1 белая ладья · d1 белый ферзь · e1 белая ладья · f1 белый конь · g1 белый король | c8 чёрная ладья · e8 чёрный король · h8 чёрная ладья · f7 чёрная пешка · d6 чёрная пешка · e6 чёрный слон · a5 чёрная пешка · b5 белая пешка · c5 чёрный конь · d5 белый конь · e5 чёрная пешка · g5 чёрный ферзь · a4 белая пешка · e4 белая пешка · f4 чёрный слон · g4 чёрный конь · f3 белая пешка · g3 белый слон · c2 белый слон · g2 белая пешка · b1 белая ладья · d1 белый ферзь · e1 белая ладья · f1 белый конь · g1 белый король | c8 чёрная ладья · e8 чёрный король · h8 чёрная ладья · f7 чёрная пешка · d6 чёрная пешка · e6 чёрный слон · a5 чёрная пешка · b5 белая пешка · c5 чёрный конь · d5 белый конь · e5 чёрная пешка · g5 чёрный ферзь · a4 белая пешка · e4 белая пешка · f4 чёрный слон · g4 чёрный конь · f3 белая пешка · g3 белый слон · c2 белый слон · g2 белая пешка · b1 белая ладья · d1 белый ферзь · e1 белая ладья · f1 белый конь · g1 белый король | 7 |
| 6 | c8 чёрная ладья · e8 чёрный король · h8 чёрная ладья · f7 чёрная пешка · d6 чёрная пешка · e6 чёрный слон · a5 чёрная пешка · b5 белая пешка · c5 чёрный конь · d5 белый конь · e5 чёрная пешка · g5 чёрный ферзь · a4 белая пешка · e4 белая пешка · f4 чёрный слон · g4 чёрный конь · f3 белая пешка · g3 белый слон · c2 белый слон · g2 белая пешка · b1 белая ладья · d1 белый ферзь · e1 белая ладья · f1 белый конь · g1 белый король | c8 чёрная ладья · e8 чёрный король · h8 чёрная ладья · f7 чёрная пешка · d6 чёрная пешка · e6 чёрный слон · a5 чёрная пешка · b5 белая пешка · c5 чёрный конь · d5 белый конь · e5 чёрная пешка · g5 чёрный ферзь · a4 белая пешка · e4 белая пешка · f4 чёрный слон · g4 чёрный конь · f3 белая пешка · g3 белый слон · c2 белый слон · g2 белая пешка · b1 белая ладья · d1 белый ферзь · e1 белая ладья · f1 белый конь · g1 белый король | c8 чёрная ладья · e8 чёрный король · h8 чёрная ладья · f7 чёрная пешка · d6 чёрная пешка · e6 чёрный слон · a5 чёрная пешка · b5 белая пешка · c5 чёрный конь · d5 белый конь · e5 чёрная пешка · g5 чёрный ферзь · a4 белая пешка · e4 белая пешка · f4 чёрный слон · g4 чёрный конь · f3 белая пешка · g3 белый слон · c2 белый слон · g2 белая пешка · b1 белая ладья · d1 белый ферзь · e1 белая ладья · f1 белый конь · g1 белый король | c8 чёрная ладья · e8 чёрный король · h8 чёрная ладья · f7 чёрная пешка · d6 чёрная пешка · e6 чёрный слон · a5 чёрная пешка · b5 белая пешка · c5 чёрный конь · d5 белый конь · e5 чёрная пешка · g5 чёрный ферзь · a4 белая пешка · e4 белая пешка · f4 чёрный слон · g4 чёрный конь · f3 белая пешка · g3 белый слон · c2 белый слон · g2 белая пешка · b1 белая ладья · d1 белый ферзь · e1 белая ладья · f1 белый конь · g1 белый король | c8 чёрная ладья · e8 чёрный король · h8 чёрная ладья · f7 чёрная пешка · d6 чёрная пешка · e6 чёрный слон · a5 чёрная пешка · b5 белая пешка · c5 чёрный конь · d5 белый конь · e5 чёрная пешка · g5 чёрный ферзь · a4 белая пешка · e4 белая пешка · f4 чёрный слон · g4 чёрный конь · f3 белая пешка · g3 белый слон · c2 белый слон · g2 белая пешка · b1 белая ладья · d1 белый ферзь · e1 белая ладья · f1 белый конь · g1 белый король | c8 чёрная ладья · e8 чёрный король · h8 чёрная ладья · f7 чёрная пешка · d6 чёрная пешка · e6 чёрный слон · a5 чёрная пешка · b5 белая пешка · c5 чёрный конь · d5 белый конь · e5 чёрная пешка · g5 чёрный ферзь · a4 белая пешка · e4 белая пешка · f4 чёрный слон · g4 чёрный конь · f3 белая пешка · g3 белый слон · c2 белый слон · g2 белая пешка · b1 белая ладья · d1 белый ферзь · e1 белая ладья · f1 белый конь · g1 белый король | c8 чёрная ладья · e8 чёрный король · h8 чёрная ладья · f7 чёрная пешка · d6 чёрная пешка · e6 чёрный слон · a5 чёрная пешка · b5 белая пешка · c5 чёрный конь · d5 белый конь · e5 чёрная пешка · g5 чёрный ферзь · a4 белая пешка · e4 белая пешка · f4 чёрный слон · g4 чёрный конь · f3 белая пешка · g3 белый слон · c2 белый слон · g2 белая пешка · b1 белая ладья · d1 белый ферзь · e1 белая ладья · f1 белый конь · g1 белый король | c8 чёрная ладья · e8 чёрный король · h8 чёрная ладья · f7 чёрная пешка · d6 чёрная пешка · e6 чёрный слон · a5 чёрная пешка · b5 белая пешка · c5 чёрный конь · d5 белый конь · e5 чёрная пешка · g5 чёрный ферзь · a4 белая пешка · e4 белая пешка · f4 чёрный слон · g4 чёрный конь · f3 белая пешка · g3 белый слон · c2 белый слон · g2 белая пешка · b1 белая ладья · d1 белый ферзь · e1 белая ладья · f1 белый конь · g1 белый король | 6 |
| 5 | c8 чёрная ладья · e8 чёрный король · h8 чёрная ладья · f7 чёрная пешка · d6 чёрная пешка · e6 чёрный слон · a5 чёрная пешка · b5 белая пешка · c5 чёрный конь · d5 белый конь · e5 чёрная пешка · g5 чёрный ферзь · a4 белая пешка · e4 белая пешка · f4 чёрный слон · g4 чёрный конь · f3 белая пешка · g3 белый слон · c2 белый слон · g2 белая пешка · b1 белая ладья · d1 белый ферзь · e1 белая ладья · f1 белый конь · g1 белый король | c8 чёрная ладья · e8 чёрный король · h8 чёрная ладья · f7 чёрная пешка · d6 чёрная пешка · e6 чёрный слон · a5 чёрная пешка · b5 белая пешка · c5 чёрный конь · d5 белый конь · e5 чёрная пешка · g5 чёрный ферзь · a4 белая пешка · e4 белая пешка · f4 чёрный слон · g4 чёрный конь · f3 белая пешка · g3 белый слон · c2 белый слон · g2 белая пешка · b1 белая ладья · d1 белый ферзь · e1 белая ладья · f1 белый конь · g1 белый король | c8 чёрная ладья · e8 чёрный король · h8 чёрная ладья · f7 чёрная пешка · d6 чёрная пешка · e6 чёрный слон · a5 чёрная пешка · b5 белая пешка · c5 чёрный конь · d5 белый конь · e5 чёрная пешка · g5 чёрный ферзь · a4 белая пешка · e4 белая пешка · f4 чёрный слон · g4 чёрный конь · f3 белая пешка · g3 белый слон · c2 белый слон · g2 белая пешка · b1 белая ладья · d1 белый ферзь · e1 белая ладья · f1 белый конь · g1 белый король | c8 чёрная ладья · e8 чёрный король · h8 чёрная ладья · f7 чёрная пешка · d6 чёрная пешка · e6 чёрный слон · a5 чёрная пешка · b5 белая пешка · c5 чёрный конь · d5 белый конь · e5 чёрная пешка · g5 чёрный ферзь · a4 белая пешка · e4 белая пешка · f4 чёрный слон · g4 чёрный конь · f3 белая пешка · g3 белый слон · c2 белый слон · g2 белая пешка · b1 белая ладья · d1 белый ферзь · e1 белая ладья · f1 белый конь · g1 белый король | c8 чёрная ладья · e8 чёрный король · h8 чёрная ладья · f7 чёрная пешка · d6 чёрная пешка · e6 чёрный слон · a5 чёрная пешка · b5 белая пешка · c5 чёрный конь · d5 белый конь · e5 чёрная пешка · g5 чёрный ферзь · a4 белая пешка · e4 белая пешка · f4 чёрный слон · g4 чёрный конь · f3 белая пешка · g3 белый слон · c2 белый слон · g2 белая пешка · b1 белая ладья · d1 белый ферзь · e1 белая ладья · f1 белый конь · g1 белый король | c8 чёрная ладья · e8 чёрный король · h8 чёрная ладья · f7 чёрная пешка · d6 чёрная пешка · e6 чёрный слон · a5 чёрная пешка · b5 белая пешка · c5 чёрный конь · d5 белый конь · e5 чёрная пешка · g5 чёрный ферзь · a4 белая пешка · e4 белая пешка · f4 чёрный слон · g4 чёрный конь · f3 белая пешка · g3 белый слон · c2 белый слон · g2 белая пешка · b1 белая ладья · d1 белый ферзь · e1 белая ладья · f1 белый конь · g1 белый король | c8 чёрная ладья · e8 чёрный король · h8 чёрная ладья · f7 чёрная пешка · d6 чёрная пешка · e6 чёрный слон · a5 чёрная пешка · b5 белая пешка · c5 чёрный конь · d5 белый конь · e5 чёрная пешка · g5 чёрный ферзь · a4 белая пешка · e4 белая пешка · f4 чёрный слон · g4 чёрный конь · f3 белая пешка · g3 белый слон · c2 белый слон · g2 белая пешка · b1 белая ладья · d1 белый ферзь · e1 белая ладья · f1 белый конь · g1 белый король | c8 чёрная ладья · e8 чёрный король · h8 чёрная ладья · f7 чёрная пешка · d6 чёрная пешка · e6 чёрный слон · a5 чёрная пешка · b5 белая пешка · c5 чёрный конь · d5 белый конь · e5 чёрная пешка · g5 чёрный ферзь · a4 белая пешка · e4 белая пешка · f4 чёрный слон · g4 чёрный конь · f3 белая пешка · g3 белый слон · c2 белый слон · g2 белая пешка · b1 белая ладья · d1 белый ферзь · e1 белая ладья · f1 белый конь · g1 белый король | 5 |
| 4 | c8 чёрная ладья · e8 чёрный король · h8 чёрная ладья · f7 чёрная пешка · d6 чёрная пешка · e6 чёрный слон · a5 чёрная пешка · b5 белая пешка · c5 чёрный конь · d5 белый конь · e5 чёрная пешка · g5 чёрный ферзь · a4 белая пешка · e4 белая пешка · f4 чёрный слон · g4 чёрный конь · f3 белая пешка · g3 белый слон · c2 белый слон · g2 белая пешка · b1 белая ладья · d1 белый ферзь · e1 белая ладья · f1 белый конь · g1 белый король | c8 чёрная ладья · e8 чёрный король · h8 чёрная ладья · f7 чёрная пешка · d6 чёрная пешка · e6 чёрный слон · a5 чёрная пешка · b5 белая пешка · c5 чёрный конь · d5 белый конь · e5 чёрная пешка · g5 чёрный ферзь · a4 белая пешка · e4 белая пешка · f4 чёрный слон · g4 чёрный конь · f3 белая пешка · g3 белый слон · c2 белый слон · g2 белая пешка · b1 белая ладья · d1 белый ферзь · e1 белая ладья · f1 белый конь · g1 белый король | c8 чёрная ладья · e8 чёрный король · h8 чёрная ладья · f7 чёрная пешка · d6 чёрная пешка · e6 чёрный слон · a5 чёрная пешка · b5 белая пешка · c5 чёрный конь · d5 белый конь · e5 чёрная пешка · g5 чёрный ферзь · a4 белая пешка · e4 белая пешка · f4 чёрный слон · g4 чёрный конь · f3 белая пешка · g3 белый слон · c2 белый слон · g2 белая пешка · b1 белая ладья · d1 белый ферзь · e1 белая ладья · f1 белый конь · g1 белый король | c8 чёрная ладья · e8 чёрный король · h8 чёрная ладья · f7 чёрная пешка · d6 чёрная пешка · e6 чёрный слон · a5 чёрная пешка · b5 белая пешка · c5 чёрный конь · d5 белый конь · e5 чёрная пешка · g5 чёрный ферзь · a4 белая пешка · e4 белая пешка · f4 чёрный слон · g4 чёрный конь · f3 белая пешка · g3 белый слон · c2 белый слон · g2 белая пешка · b1 белая ладья · d1 белый ферзь · e1 белая ладья · f1 белый конь · g1 белый король | c8 чёрная ладья · e8 чёрный король · h8 чёрная ладья · f7 чёрная пешка · d6 чёрная пешка · e6 чёрный слон · a5 чёрная пешка · b5 белая пешка · c5 чёрный конь · d5 белый конь · e5 чёрная пешка · g5 чёрный ферзь · a4 белая пешка · e4 белая пешка · f4 чёрный слон · g4 чёрный конь · f3 белая пешка · g3 белый слон · c2 белый слон · g2 белая пешка · b1 белая ладья · d1 белый ферзь · e1 белая ладья · f1 белый конь · g1 белый король | c8 чёрная ладья · e8 чёрный король · h8 чёрная ладья · f7 чёрная пешка · d6 чёрная пешка · e6 чёрный слон · a5 чёрная пешка · b5 белая пешка · c5 чёрный конь · d5 белый конь · e5 чёрная пешка · g5 чёрный ферзь · a4 белая пешка · e4 белая пешка · f4 чёрный слон · g4 чёрный конь · f3 белая пешка · g3 белый слон · c2 белый слон · g2 белая пешка · b1 белая ладья · d1 белый ферзь · e1 белая ладья · f1 белый конь · g1 белый король | c8 чёрная ладья · e8 чёрный король · h8 чёрная ладья · f7 чёрная пешка · d6 чёрная пешка · e6 чёрный слон · a5 чёрная пешка · b5 белая пешка · c5 чёрный конь · d5 белый конь · e5 чёрная пешка · g5 чёрный ферзь · a4 белая пешка · e4 белая пешка · f4 чёрный слон · g4 чёрный конь · f3 белая пешка · g3 белый слон · c2 белый слон · g2 белая пешка · b1 белая ладья · d1 белый ферзь · e1 белая ладья · f1 белый конь · g1 белый король | c8 чёрная ладья · e8 чёрный король · h8 чёрная ладья · f7 чёрная пешка · d6 чёрная пешка · e6 чёрный слон · a5 чёрная пешка · b5 белая пешка · c5 чёрный конь · d5 белый конь · e5 чёрная пешка · g5 чёрный ферзь · a4 белая пешка · e4 белая пешка · f4 чёрный слон · g4 чёрный конь · f3 белая пешка · g3 белый слон · c2 белый слон · g2 белая пешка · b1 белая ладья · d1 белый ферзь · e1 белая ладья · f1 белый конь · g1 белый король | 4 |
| 3 | c8 чёрная ладья · e8 чёрный король · h8 чёрная ладья · f7 чёрная пешка · d6 чёрная пешка · e6 чёрный слон · a5 чёрная пешка · b5 белая пешка · c5 чёрный конь · d5 белый конь · e5 чёрная пешка · g5 чёрный ферзь · a4 белая пешка · e4 белая пешка · f4 чёрный слон · g4 чёрный конь · f3 белая пешка · g3 белый слон · c2 белый слон · g2 белая пешка · b1 белая ладья · d1 белый ферзь · e1 белая ладья · f1 белый конь · g1 белый король | c8 чёрная ладья · e8 чёрный король · h8 чёрная ладья · f7 чёрная пешка · d6 чёрная пешка · e6 чёрный слон · a5 чёрная пешка · b5 белая пешка · c5 чёрный конь · d5 белый конь · e5 чёрная пешка · g5 чёрный ферзь · a4 белая пешка · e4 белая пешка · f4 чёрный слон · g4 чёрный конь · f3 белая пешка · g3 белый слон · c2 белый слон · g2 белая пешка · b1 белая ладья · d1 белый ферзь · e1 белая ладья · f1 белый конь · g1 белый король | c8 чёрная ладья · e8 чёрный король · h8 чёрная ладья · f7 чёрная пешка · d6 чёрная пешка · e6 чёрный слон · a5 чёрная пешка · b5 белая пешка · c5 чёрный конь · d5 белый конь · e5 чёрная пешка · g5 чёрный ферзь · a4 белая пешка · e4 белая пешка · f4 чёрный слон · g4 чёрный конь · f3 белая пешка · g3 белый слон · c2 белый слон · g2 белая пешка · b1 белая ладья · d1 белый ферзь · e1 белая ладья · f1 белый конь · g1 белый король | c8 чёрная ладья · e8 чёрный король · h8 чёрная ладья · f7 чёрная пешка · d6 чёрная пешка · e6 чёрный слон · a5 чёрная пешка · b5 белая пешка · c5 чёрный конь · d5 белый конь · e5 чёрная пешка · g5 чёрный ферзь · a4 белая пешка · e4 белая пешка · f4 чёрный слон · g4 чёрный конь · f3 белая пешка · g3 белый слон · c2 белый слон · g2 белая пешка · b1 белая ладья · d1 белый ферзь · e1 белая ладья · f1 белый конь · g1 белый король | c8 чёрная ладья · e8 чёрный король · h8 чёрная ладья · f7 чёрная пешка · d6 чёрная пешка · e6 чёрный слон · a5 чёрная пешка · b5 белая пешка · c5 чёрный конь · d5 белый конь · e5 чёрная пешка · g5 чёрный ферзь · a4 белая пешка · e4 белая пешка · f4 чёрный слон · g4 чёрный конь · f3 белая пешка · g3 белый слон · c2 белый слон · g2 белая пешка · b1 белая ладья · d1 белый ферзь · e1 белая ладья · f1 белый конь · g1 белый король | c8 чёрная ладья · e8 чёрный король · h8 чёрная ладья · f7 чёрная пешка · d6 чёрная пешка · e6 чёрный слон · a5 чёрная пешка · b5 белая пешка · c5 чёрный конь · d5 белый конь · e5 чёрная пешка · g5 чёрный ферзь · a4 белая пешка · e4 белая пешка · f4 чёрный слон · g4 чёрный конь · f3 белая пешка · g3 белый слон · c2 белый слон · g2 белая пешка · b1 белая ладья · d1 белый ферзь · e1 белая ладья · f1 белый конь · g1 белый король | c8 чёрная ладья · e8 чёрный король · h8 чёрная ладья · f7 чёрная пешка · d6 чёрная пешка · e6 чёрный слон · a5 чёрная пешка · b5 белая пешка · c5 чёрный конь · d5 белый конь · e5 чёрная пешка · g5 чёрный ферзь · a4 белая пешка · e4 белая пешка · f4 чёрный слон · g4 чёрный конь · f3 белая пешка · g3 белый слон · c2 белый слон · g2 белая пешка · b1 белая ладья · d1 белый ферзь · e1 белая ладья · f1 белый конь · g1 белый король | c8 чёрная ладья · e8 чёрный король · h8 чёрная ладья · f7 чёрная пешка · d6 чёрная пешка · e6 чёрный слон · a5 чёрная пешка · b5 белая пешка · c5 чёрный конь · d5 белый конь · e5 чёрная пешка · g5 чёрный ферзь · a4 белая пешка · e4 белая пешка · f4 чёрный слон · g4 чёрный конь · f3 белая пешка · g3 белый слон · c2 белый слон · g2 белая пешка · b1 белая ладья · d1 белый ферзь · e1 белая ладья · f1 белый конь · g1 белый король | 3 |
| 2 | c8 чёрная ладья · e8 чёрный король · h8 чёрная ладья · f7 чёрная пешка · d6 чёрная пешка · e6 чёрный слон · a5 чёрная пешка · b5 белая пешка · c5 чёрный конь · d5 белый конь · e5 чёрная пешка · g5 чёрный ферзь · a4 белая пешка · e4 белая пешка · f4 чёрный слон · g4 чёрный конь · f3 белая пешка · g3 белый слон · c2 белый слон · g2 белая пешка · b1 белая ладья · d1 белый ферзь · e1 белая ладья · f1 белый конь · g1 белый король | c8 чёрная ладья · e8 чёрный король · h8 чёрная ладья · f7 чёрная пешка · d6 чёрная пешка · e6 чёрный слон · a5 чёрная пешка · b5 белая пешка · c5 чёрный конь · d5 белый конь · e5 чёрная пешка · g5 чёрный ферзь · a4 белая пешка · e4 белая пешка · f4 чёрный слон · g4 чёрный конь · f3 белая пешка · g3 белый слон · c2 белый слон · g2 белая пешка · b1 белая ладья · d1 белый ферзь · e1 белая ладья · f1 белый конь · g1 белый король | c8 чёрная ладья · e8 чёрный король · h8 чёрная ладья · f7 чёрная пешка · d6 чёрная пешка · e6 чёрный слон · a5 чёрная пешка · b5 белая пешка · c5 чёрный конь · d5 белый конь · e5 чёрная пешка · g5 чёрный ферзь · a4 белая пешка · e4 белая пешка · f4 чёрный слон · g4 чёрный конь · f3 белая пешка · g3 белый слон · c2 белый слон · g2 белая пешка · b1 белая ладья · d1 белый ферзь · e1 белая ладья · f1 белый конь · g1 белый король | c8 чёрная ладья · e8 чёрный король · h8 чёрная ладья · f7 чёрная пешка · d6 чёрная пешка · e6 чёрный слон · a5 чёрная пешка · b5 белая пешка · c5 чёрный конь · d5 белый конь · e5 чёрная пешка · g5 чёрный ферзь · a4 белая пешка · e4 белая пешка · f4 чёрный слон · g4 чёрный конь · f3 белая пешка · g3 белый слон · c2 белый слон · g2 белая пешка · b1 белая ладья · d1 белый ферзь · e1 белая ладья · f1 белый конь · g1 белый король | c8 чёрная ладья · e8 чёрный король · h8 чёрная ладья · f7 чёрная пешка · d6 чёрная пешка · e6 чёрный слон · a5 чёрная пешка · b5 белая пешка · c5 чёрный конь · d5 белый конь · e5 чёрная пешка · g5 чёрный ферзь · a4 белая пешка · e4 белая пешка · f4 чёрный слон · g4 чёрный конь · f3 белая пешка · g3 белый слон · c2 белый слон · g2 белая пешка · b1 белая ладья · d1 белый ферзь · e1 белая ладья · f1 белый конь · g1 белый король | c8 чёрная ладья · e8 чёрный король · h8 чёрная ладья · f7 чёрная пешка · d6 чёрная пешка · e6 чёрный слон · a5 чёрная пешка · b5 белая пешка · c5 чёрный конь · d5 белый конь · e5 чёрная пешка · g5 чёрный ферзь · a4 белая пешка · e4 белая пешка · f4 чёрный слон · g4 чёрный конь · f3 белая пешка · g3 белый слон · c2 белый слон · g2 белая пешка · b1 белая ладья · d1 белый ферзь · e1 белая ладья · f1 белый конь · g1 белый король | c8 чёрная ладья · e8 чёрный король · h8 чёрная ладья · f7 чёрная пешка · d6 чёрная пешка · e6 чёрный слон · a5 чёрная пешка · b5 белая пешка · c5 чёрный конь · d5 белый конь · e5 чёрная пешка · g5 чёрный ферзь · a4 белая пешка · e4 белая пешка · f4 чёрный слон · g4 чёрный конь · f3 белая пешка · g3 белый слон · c2 белый слон · g2 белая пешка · b1 белая ладья · d1 белый ферзь · e1 белая ладья · f1 белый конь · g1 белый король | c8 чёрная ладья · e8 чёрный король · h8 чёрная ладья · f7 чёрная пешка · d6 чёрная пешка · e6 чёрный слон · a5 чёрная пешка · b5 белая пешка · c5 чёрный конь · d5 белый конь · e5 чёрная пешка · g5 чёрный ферзь · a4 белая пешка · e4 белая пешка · f4 чёрный слон · g4 чёрный конь · f3 белая пешка · g3 белый слон · c2 белый слон · g2 белая пешка · b1 белая ладья · d1 белый ферзь · e1 белая ладья · f1 белый конь · g1 белый король | 2 |
| 1 | c8 чёрная ладья · e8 чёрный король · h8 чёрная ладья · f7 чёрная пешка · d6 чёрная пешка · e6 чёрный слон · a5 чёрная пешка · b5 белая пешка · c5 чёрный конь · d5 белый конь · e5 чёрная пешка · g5 чёрный ферзь · a4 белая пешка · e4 белая пешка · f4 чёрный слон · g4 чёрный конь · f3 белая пешка · g3 белый слон · c2 белый слон · g2 белая пешка · b1 белая ладья · d1 белый ферзь · e1 белая ладья · f1 белый конь · g1 белый король | c8 чёрная ладья · e8 чёрный король · h8 чёрная ладья · f7 чёрная пешка · d6 чёрная пешка · e6 чёрный слон · a5 чёрная пешка · b5 белая пешка · c5 чёрный конь · d5 белый конь · e5 чёрная пешка · g5 чёрный ферзь · a4 белая пешка · e4 белая пешка · f4 чёрный слон · g4 чёрный конь · f3 белая пешка · g3 белый слон · c2 белый слон · g2 белая пешка · b1 белая ладья · d1 белый ферзь · e1 белая ладья · f1 белый конь · g1 белый король | c8 чёрная ладья · e8 чёрный король · h8 чёрная ладья · f7 чёрная пешка · d6 чёрная пешка · e6 чёрный слон · a5 чёрная пешка · b5 белая пешка · c5 чёрный конь · d5 белый конь · e5 чёрная пешка · g5 чёрный ферзь · a4 белая пешка · e4 белая пешка · f4 чёрный слон · g4 чёрный конь · f3 белая пешка · g3 белый слон · c2 белый слон · g2 белая пешка · b1 белая ладья · d1 белый ферзь · e1 белая ладья · f1 белый конь · g1 белый король | c8 чёрная ладья · e8 чёрный король · h8 чёрная ладья · f7 чёрная пешка · d6 чёрная пешка · e6 чёрный слон · a5 чёрная пешка · b5 белая пешка · c5 чёрный конь · d5 белый конь · e5 чёрная пешка · g5 чёрный ферзь · a4 белая пешка · e4 белая пешка · f4 чёрный слон · g4 чёрный конь · f3 белая пешка · g3 белый слон · c2 белый слон · g2 белая пешка · b1 белая ладья · d1 белый ферзь · e1 белая ладья · f1 белый конь · g1 белый король | c8 чёрная ладья · e8 чёрный король · h8 чёрная ладья · f7 чёрная пешка · d6 чёрная пешка · e6 чёрный слон · a5 чёрная пешка · b5 белая пешка · c5 чёрный конь · d5 белый конь · e5 чёрная пешка · g5 чёрный ферзь · a4 белая пешка · e4 белая пешка · f4 чёрный слон · g4 чёрный конь · f3 белая пешка · g3 белый слон · c2 белый слон · g2 белая пешка · b1 белая ладья · d1 белый ферзь · e1 белая ладья · f1 белый конь · g1 белый король | c8 чёрная ладья · e8 чёрный король · h8 чёрная ладья · f7 чёрная пешка · d6 чёрная пешка · e6 чёрный слон · a5 чёрная пешка · b5 белая пешка · c5 чёрный конь · d5 белый конь · e5 чёрная пешка · g5 чёрный ферзь · a4 белая пешка · e4 белая пешка · f4 чёрный слон · g4 чёрный конь · f3 белая пешка · g3 белый слон · c2 белый слон · g2 белая пешка · b1 белая ладья · d1 белый ферзь · e1 белая ладья · f1 белый конь · g1 белый король | c8 чёрная ладья · e8 чёрный король · h8 чёрная ладья · f7 чёрная пешка · d6 чёрная пешка · e6 чёрный слон · a5 чёрная пешка · b5 белая пешка · c5 чёрный конь · d5 белый конь · e5 чёрная пешка · g5 чёрный ферзь · a4 белая пешка · e4 белая пешка · f4 чёрный слон · g4 чёрный конь · f3 белая пешка · g3 белый слон · c2 белый слон · g2 белая пешка · b1 белая ладья · d1 белый ферзь · e1 белая ладья · f1 белый конь · g1 белый король | c8 чёрная ладья · e8 чёрный король · h8 чёрная ладья · f7 чёрная пешка · d6 чёрная пешка · e6 чёрный слон · a5 чёрная пешка · b5 белая пешка · c5 чёрный конь · d5 белый конь · e5 чёрная пешка · g5 чёрный ферзь · a4 белая пешка · e4 белая пешка · f4 чёрный слон · g4 чёрный конь · f3 белая пешка · g3 белый слон · c2 белый слон · g2 белая пешка · b1 белая ладья · d1 белый ферзь · e1 белая ладья · f1 белый конь · g1 белый король | 1 |
|   | a | b | c | d | e | f | g | h |   |

1. e4 e5 2. Кf3 Кc6 3. Сb5 d6 4. d4 Сd7 5. d5 Кb8 6. Сd3 Сe7 7. Кc3 Кf6 8. Кe2 c6 9. c4 Кa6 10. Кg3 Кc5 11. Сc2 b5 12. b4 Кb7 13. dc С:c6 14. cb С:b5 15. a4 Сd7 16. O-O g6 17. h3 h5 18. Сe3 a5 19. b5 Лc8 20. Лc1 Кc5 21. Кd2 h4 22. Кe2 g5 23. С:g5 Лg8 24. С:h4 С:h3 25. Сg3 Сe6 26. Лe1 Кg4 27. Кf1 Сg5 28. Лb1 Лh8 29. Кc3 Сf4 30. Кd5 Фg5 31. f3 (см. диаграмму)
31 …Лh1+!! 32. Кр: h1 С:g3 33. К:g3 Кf2+ 34. Крg1 К:d1 35. Кf5 С:f5 36. ef Фd2 37. Лe: d1 Ф:c2 38. Лbc1 Ф:f5 39. Кb6 Лd8 40. Кc4 Кb7 41. Кe3 Фf4 42. Крf2 Ф:a4 43. Лc7 Кc5 44. Лh1 Лd7 45. Лc8+ Крe7 46. Лhh8 Фd4, 0 : 1

## Книги
- Terms and themes of chess problems, L., 1907.